# مطبخ هولندي

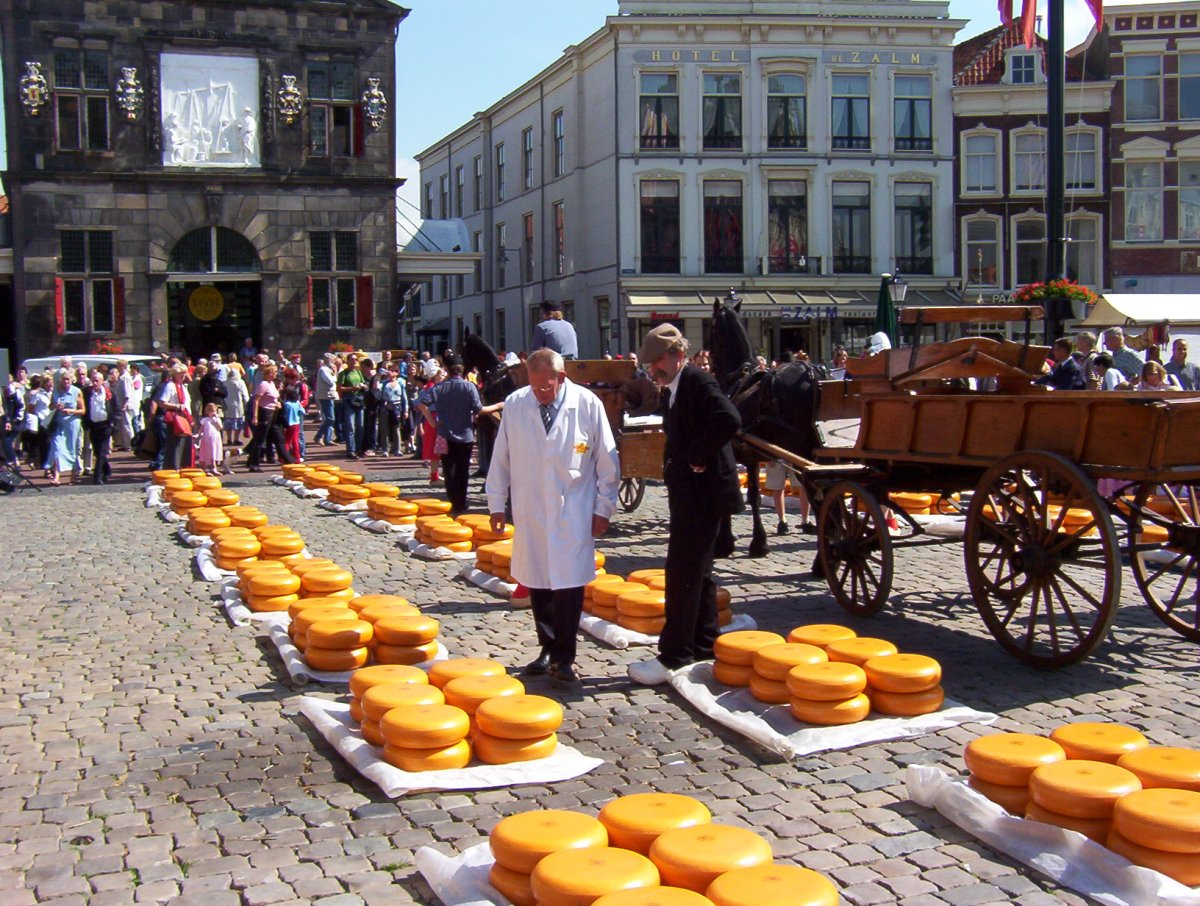
سوق الجبن في خاودا

يتكون المطبخ الهولندي (بالهولندية: Nederlandse keuken) من تقاليد الطهي في هولندا. ويتشكل المطبخ في البلاد من صيد السمك والزراعة، بما في ذلك زراعة التربة لإنتاج المحاصيل وتربية الحيوانات المستأنسة، كما ساهم تاريخ هولندا في تشكيل المطبخ الهولندي أيضاً.
المطبخ الهولندي هو بسيط ومباشر، به العديد من الخضروات والقليل من اللحم، وجبة الإفطار والغداء مكونة عادةً من الخبز مع أي إضافات، بينما العشاء عبارة عن لحوم وبطاطس، ويستكمل بأي خضار موسمية. وكان النظام الغذائي الهولندي غني نسبياً بالكربوهيدرات والدهون وذلك ليلبي الحاجة الغذائية للعمال الذين شكلت ثقافتهم البلاد، واحتوي نظامهم الغذائي على العديد من منتجات الألبان. وبدون كثير من التحسينات فإن هذا المطبخ يوصف بأنه ريفي، رغم أن العديد من العطلات لا تزال تحتفل بعدد من الأطعمة المميزة. وبحلول القرن العشرين تغيرت هذه الحمية وأصبحت أكثر تأثراً بالثقافات الأخرى بكثير، حيث بدأت العديد من المأكولات العالمية تظهر في المدن الكبرى. ومن الأطباق الهولندية الشهيرة طبق الصلصة الهولندية.

## تاريخ

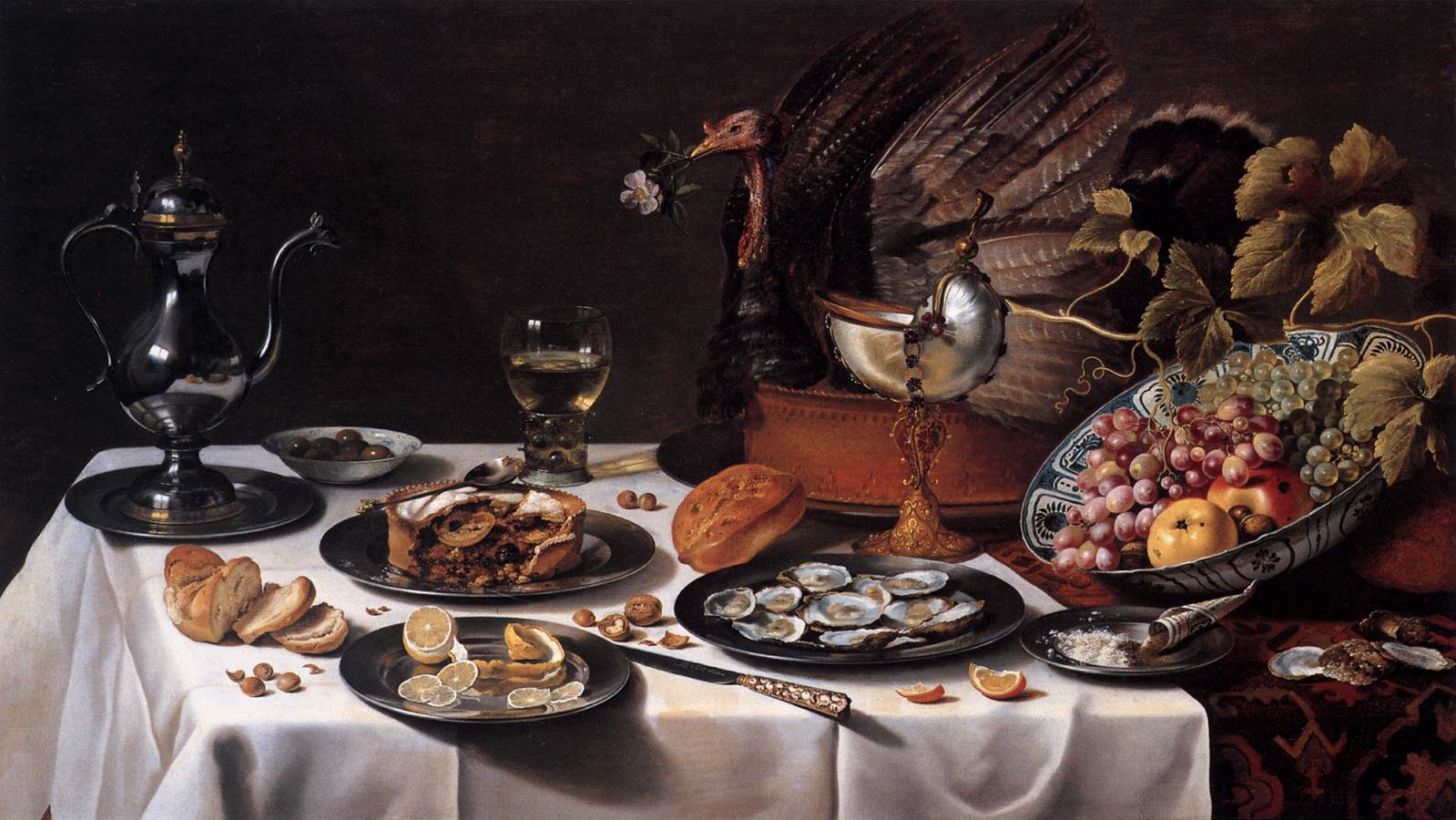
طبيعة صامتة، بيتر كليز، 1627م)

في العصر الذهبي الهولندي في القرن السابع عشر الميلادي تكونت أطباق الطبقة الوسطى من مجموعة متنوعة غنية من الأطباق. وخلال القرن الخامس عشر الميلادي بدأ المطبخ الرفيع المستوى Haute cuisine في الظهور، محصوراً إلى حد كبير على الطبقة الأرستقراطية، لكن منذ القرن السابع عشر فصاعداً أصحبت مثل هذه الأطباق متاحة للمواطنين الأثرياء أيضاً، وغالباً تألفت من مجموعة متنوعة غنية من الفواكه، والجبن، واللحوم، والنبيذ، والمكسرات. وخلال القرن السابع عشر الميلادي سيطرت طبقة التجار على المجتمع، وهي طبقة وسطى غني،. وقد جلب اللقرن السابع عشر الازدهار الكبير لهولندا. وأمدت الإمبراطورية الهولندية التوابل والسكر، والفواكه الاستوائية عن طريق توريدها إلى البلاد . وفي أواخر القرن 17 تزايد استهلاك الشاي والقهوة وأصبحا جزءاً من الحياة اليومية. وكان الشاي يقدم مع الحلويات والحلوى أو المرصبان و البسكوت. وكانت الخضروات واللحوم والدواجن والأسماك المملحة والمدخنة أو الطازجة والبيض تعد في المطابخ الهولندية في هذا الوقت. وكانت الولائم الهولندية في القرن 17 تحوي أطباقاً باهظة ونبيذاً بإسراف. وكانت الوجبات تبدأ بالسلطة الخضراء والخضراوات المطبوخة الباردة أو الساخنة مع إضافات، وأطباق الخضار مع الزبدة والأعشاب أو الزهور الصالحة للأكل، ثم تستكمل بأطباق من الأسماك واللحوم. واستخدمت مكونات غريبة مثل التمر، والأرز، والقرفة، والزنجبيل والزعفران. ثم يتبعها الفطائر والمعجنات المالحة. وتنتهي الوجبة بالجيلي والجبن والمكسرات والمعجنات الحلوة، ثم النبيذ المتبل الحلو. وبطبيعة الحال حتى في العصر الذهبي لم يكن في مقدور كل شخص تحمل مثل هذه الكماليات، وكانت الوجبة اليومية للرجل الهولندي العادي كمية من الحبوب أو البقول تقدم مع حساء الشعير. ويرتبط المطبخ الهولندي تاريخياً ارتباطاً وثيقاً بالمطبخ الفرنسي الشمالي، حيث أن البلدين متقاربين في الحدود. ولا يزال هذا واضحاً في المطاعم الهولندية التقليدية والمأكولات الإقليمية الجنوبية.

العصر الذهبي الهولندي - المطبخ التاريخي
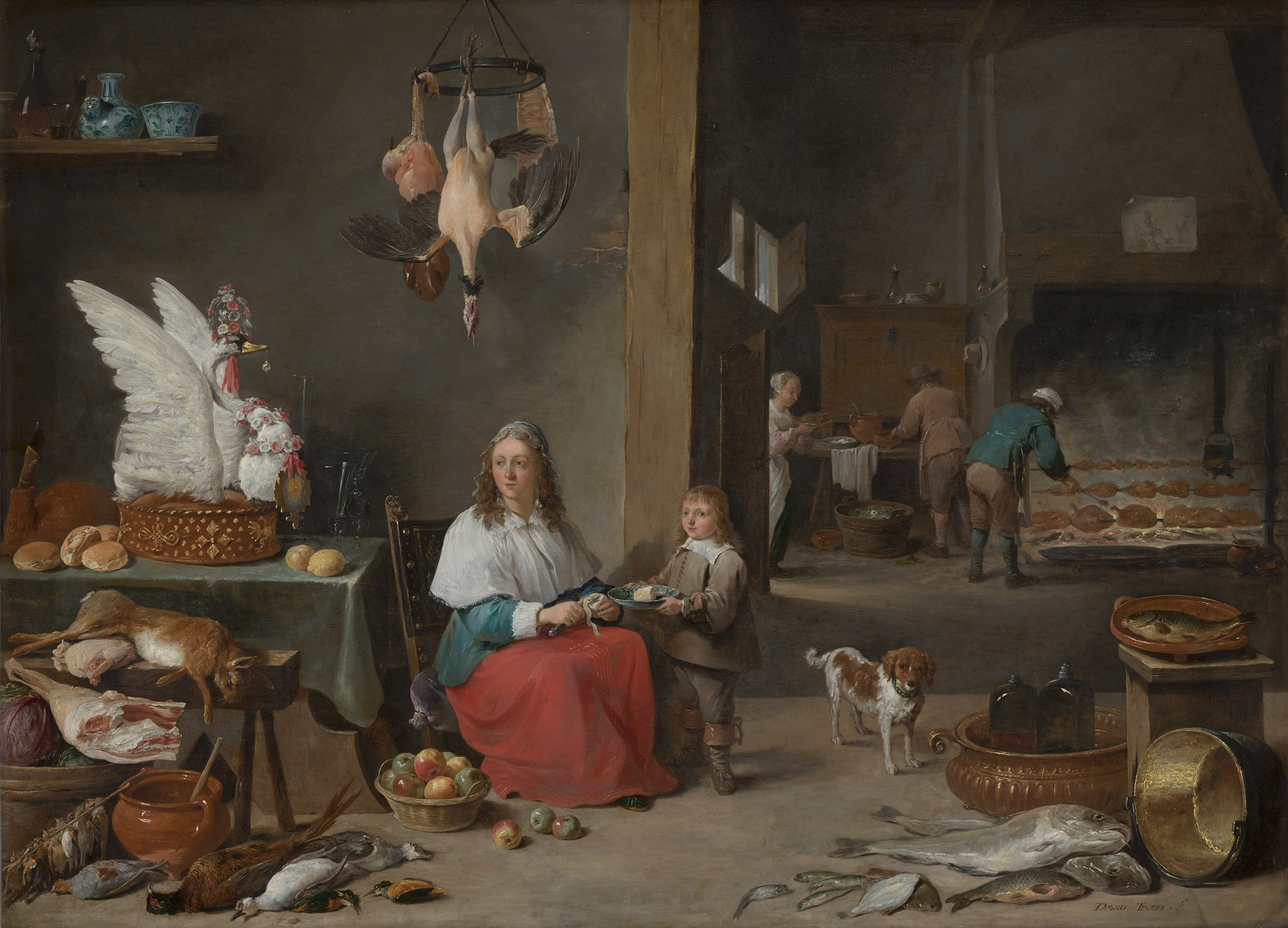
منظر لمطبخ من عام 1644م للفنان دافيد تينيرز الأصغر
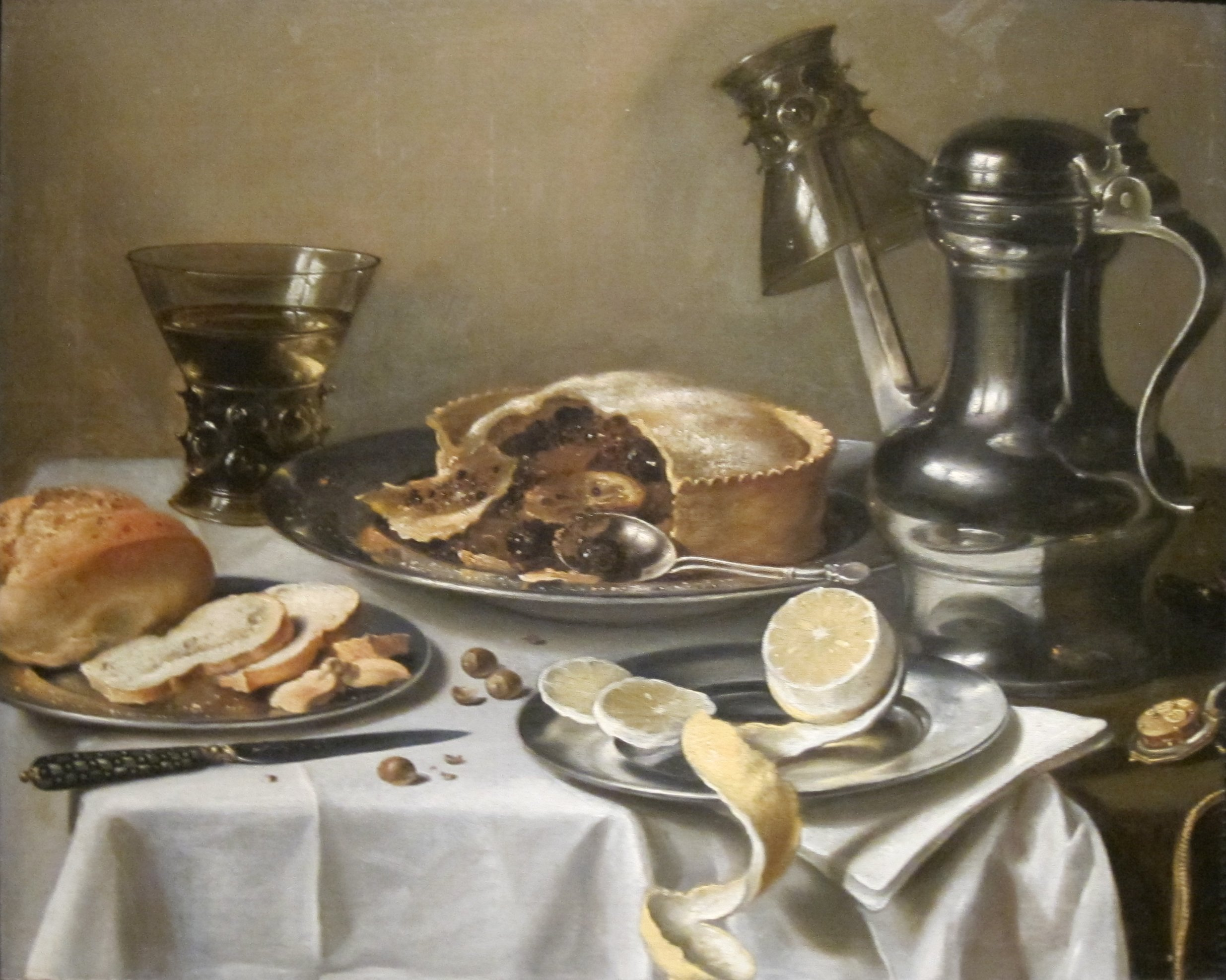
فطيرة باللحم المفروم للفنان بيتر كليتز، 1625
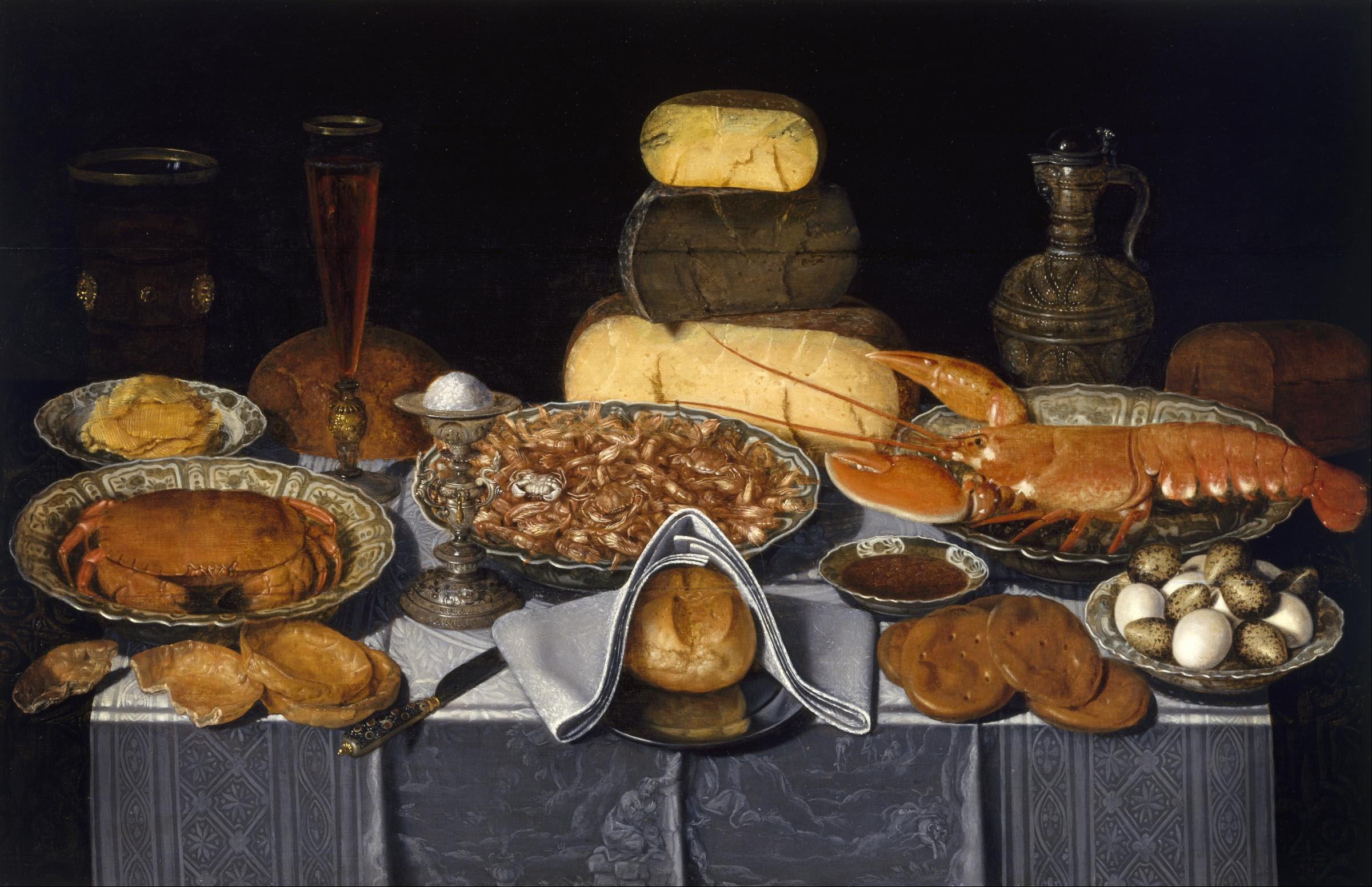
كلارا بيترز (1594–1657) طبيعة صامتة لكابوريا وجمبري وكركند
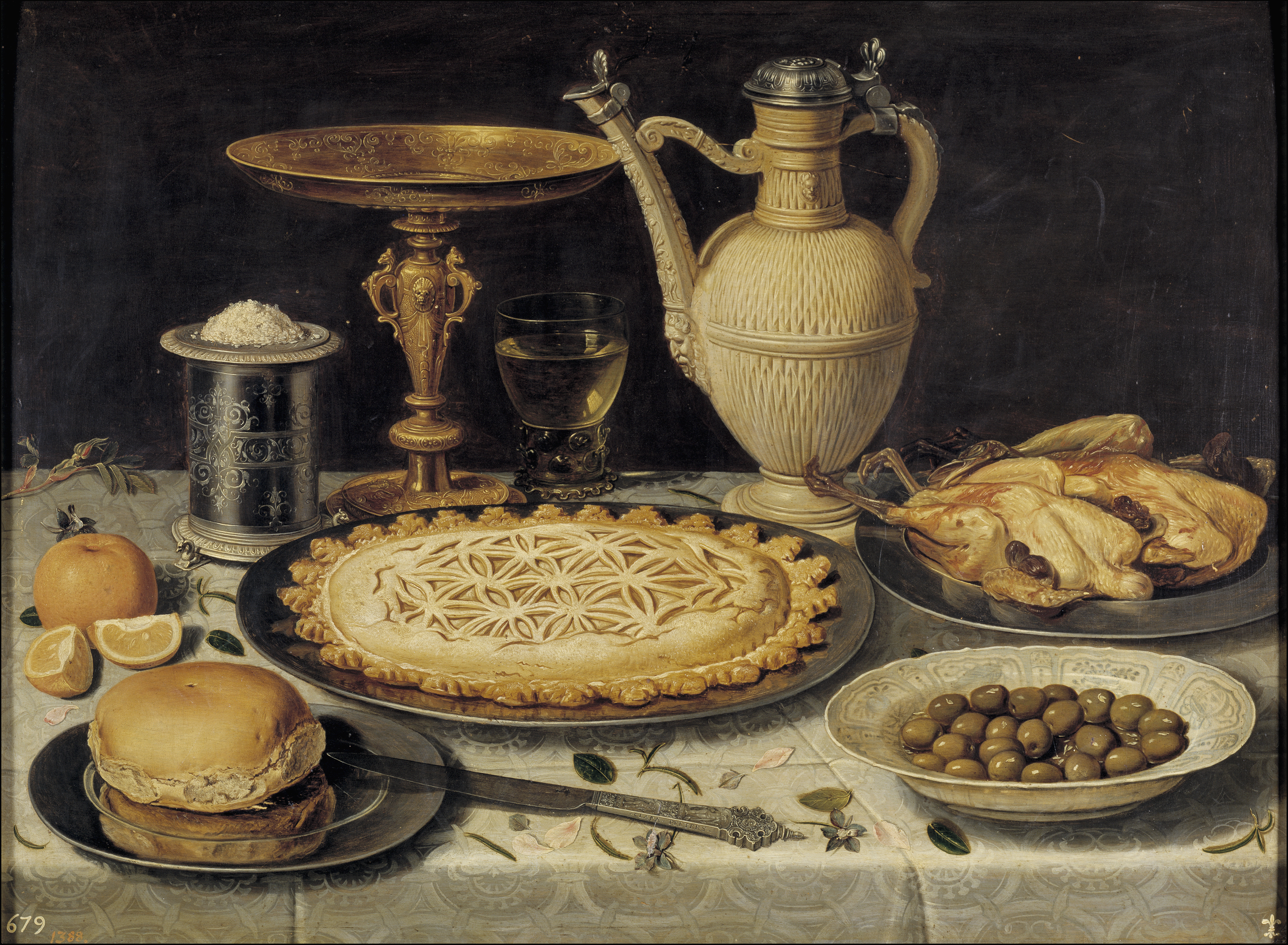
كلارا بيترز (1594–1657) منضدة عليها برتقال وزيتون وفطائر
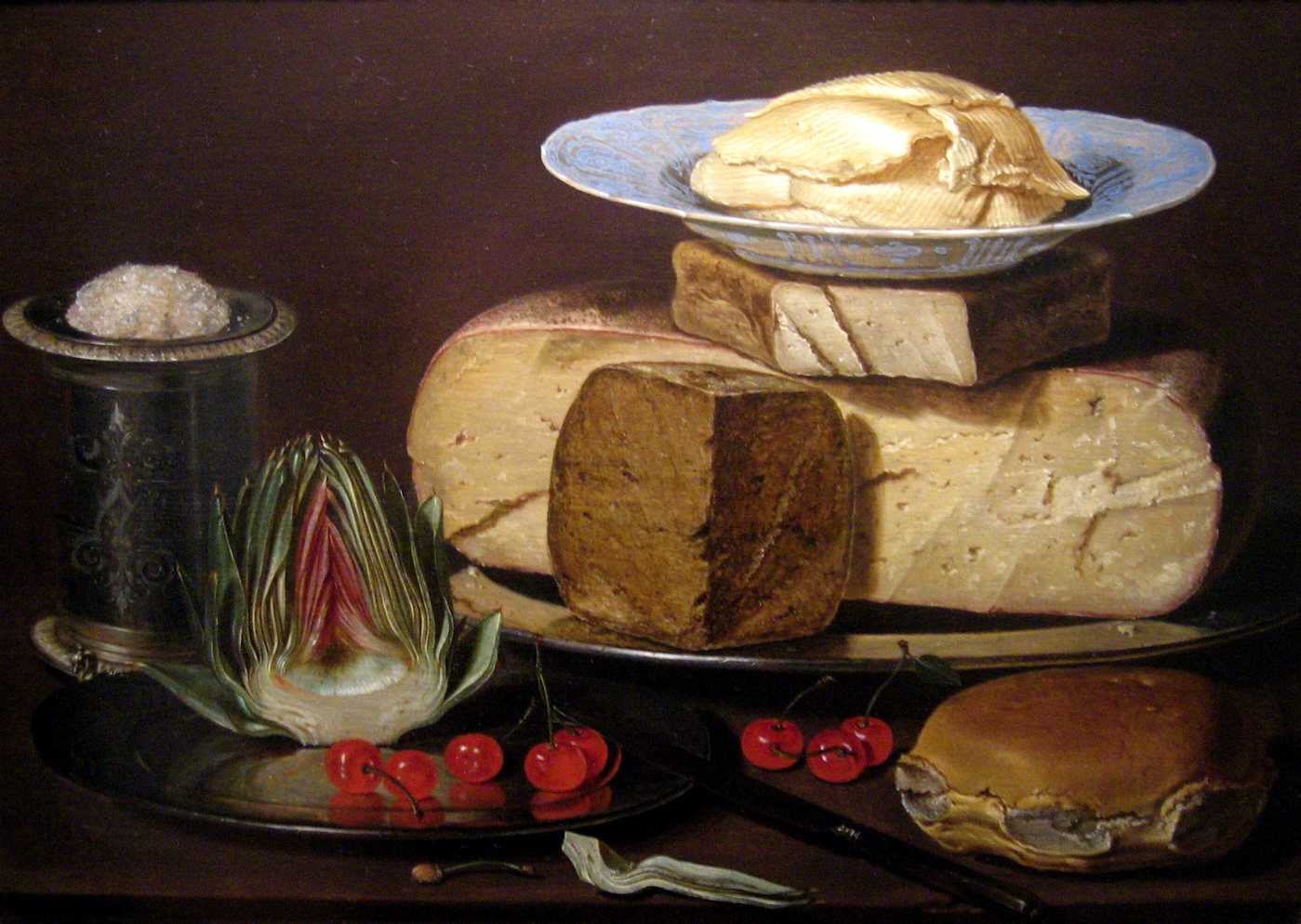
كلارا بيترز (1594–1657) طبيعة صامتة أجبان وخرشوف وكريز
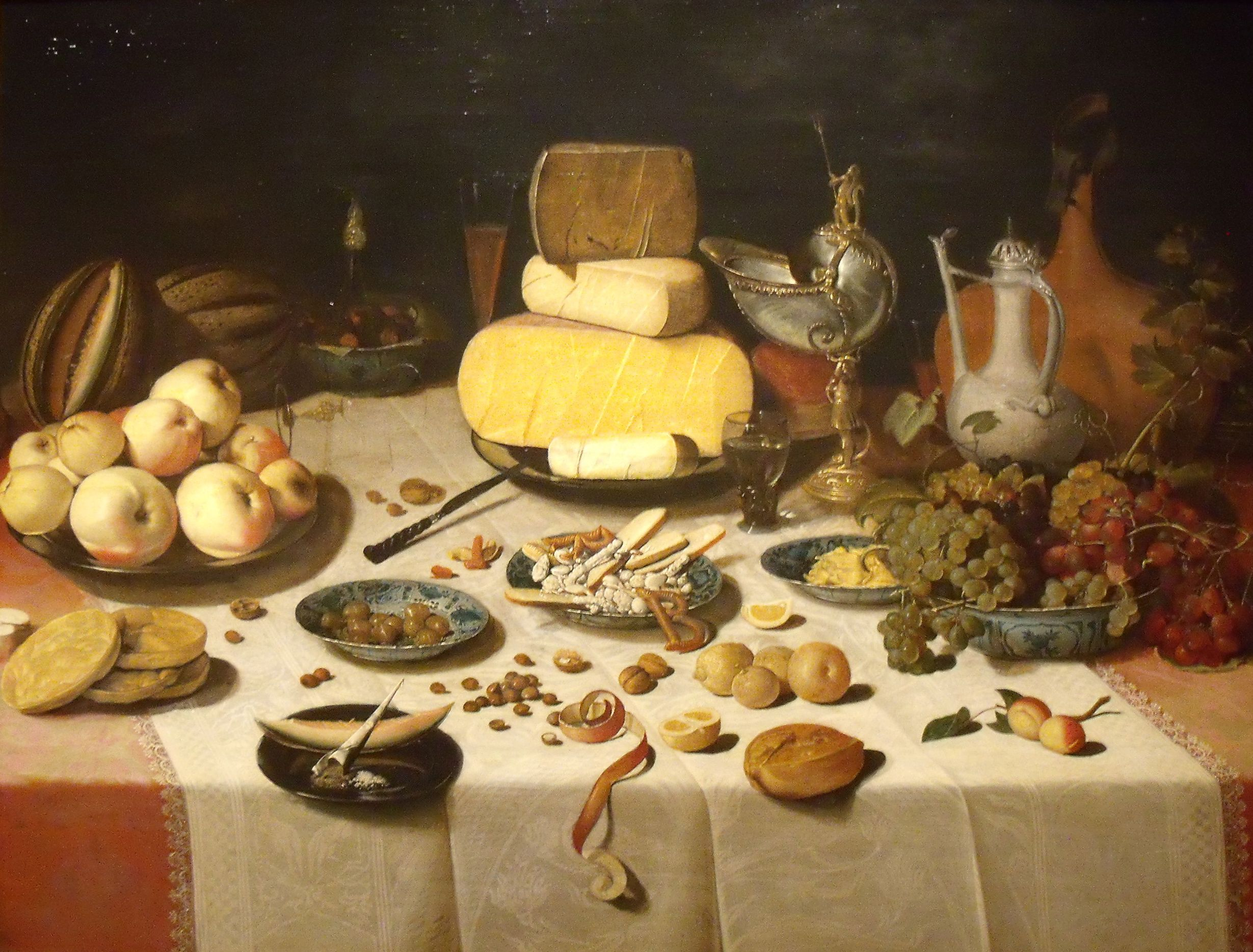
طبيعة صامتة فواكه ومكسرات وجبن للفنان فلوريس فان دايك

### الأطعمة البسيطة

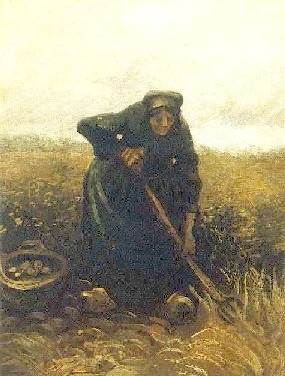
فان جوخ، امرأة ترفع البطاطس

اكتسبت البطاطس شعبية في القرن الثامن عشر لتصبح الغذاء الأساسية بحلول القرن التاسع عشر. وفي هذا القرن بينما كان الأغنياء يستطيعون تناول ما يريدون كان العاملون يتناولون الخبز (خبز الشعير في بعض المناطق) والبطاطس والبان كيك في بعض المناطق، وأحيانا الأسماك وغيرها من المأكولات البحرية والفواكه والخضروات، لكن القليل من اللحم عادةً «فالنظام الغذائي للهولنديين في القرن التاسع عشر تألف من بعض الخبز، وقدراً كبيراً من البطاطس». وتألف النظام الغذائي بطريقة مقتصدة من أطباق بسيطة مثل الخبز والهارينج (نوع من السمك المملح). ولذلك نجد أنه طوال القرن التاسع عشر عانى كثير من الناس من سوء التغذية بشكل أو بآخر.
وكانت البطاطس تؤكل في كثير من الأحيان في كل وجبة، كل يوم من أيام الأسبوع. وكانت تقشر ويتم سلقها لوجبة الغداء ثم تهرس ويتم تسخينها لوجبة العشاء، مع بقايا الطعام المحفوظ من الفطور. وكانت تملح ويضع لها الخل في بعض الأحيان لكن دون مرق أو أي دهون أخرى، مما يجعل النظام الغذائي رتيب.
وخلال القرن التاسع عشر كان الفقراء لا يشربون أكثر من الماء (ليس نوعية جيدة)، وأحياناً قهوة مائية (أو هندباء) أو شاي. وفي بعض كانوا يشربون الشوكولاته الساخنة، ولكن من المشروبات الأكثر شعبية (بجانب الماء) البيرة والجن. وكانت البيرة تحتسى في الجزء الجنوبي، حيث هيمنت الكاثوليكية، وفي المناطق الأخرى الكاثوليكية. وكانت هذه البيرة تخمر جداً وكانت سيئة الجودة، ولم يكن ذلك قبل ثمانيات القرن التاسع عشر أن بدأت البيرة الألمانية المخمرة بيلسنير في دخول السوق الهولندية. وكان استهلاك الجن في القرن التاسع عشر ضعف استهلاك البلدان المجاورة .
ونظرة سريعة لما يعتبر في الوقت الحاضر المطبخ الهولندي التقليدي يبدو لنا أنه كان نتيجة تطور حديث نسبياً. في القرن العشرين وتوافر لتعليم الإلزامي عنى أن عدداً كبيراً من الفتيات ذهبت إلى نوع جديد المدرسة، وفي مدارس التدبير المنزلي) كان بتم تدريب الشابات لتصبح خادمت في المنازل، وحيث كانت دروس الطهي رخيصة وكانت الوجبات البسيطة جزءاً رئيسياً من المنهج الدراسي، وغالباً ما تعتمد على الأطباق الهولندية التقليدية، وتؤدي إلى زيادة اتساق النظام الغذائي الهولندي. وشمل المنهج قيم التدبير السليم (الجدول) والأدب، وتناول الطعام الصحي.

## المطابخ الإقليمية
يميز مؤلفوا الطهي بين ثلاث أشكال إقليمية عامة للمطبخ الهولندي.

### المطبخ الشمال الشرقي

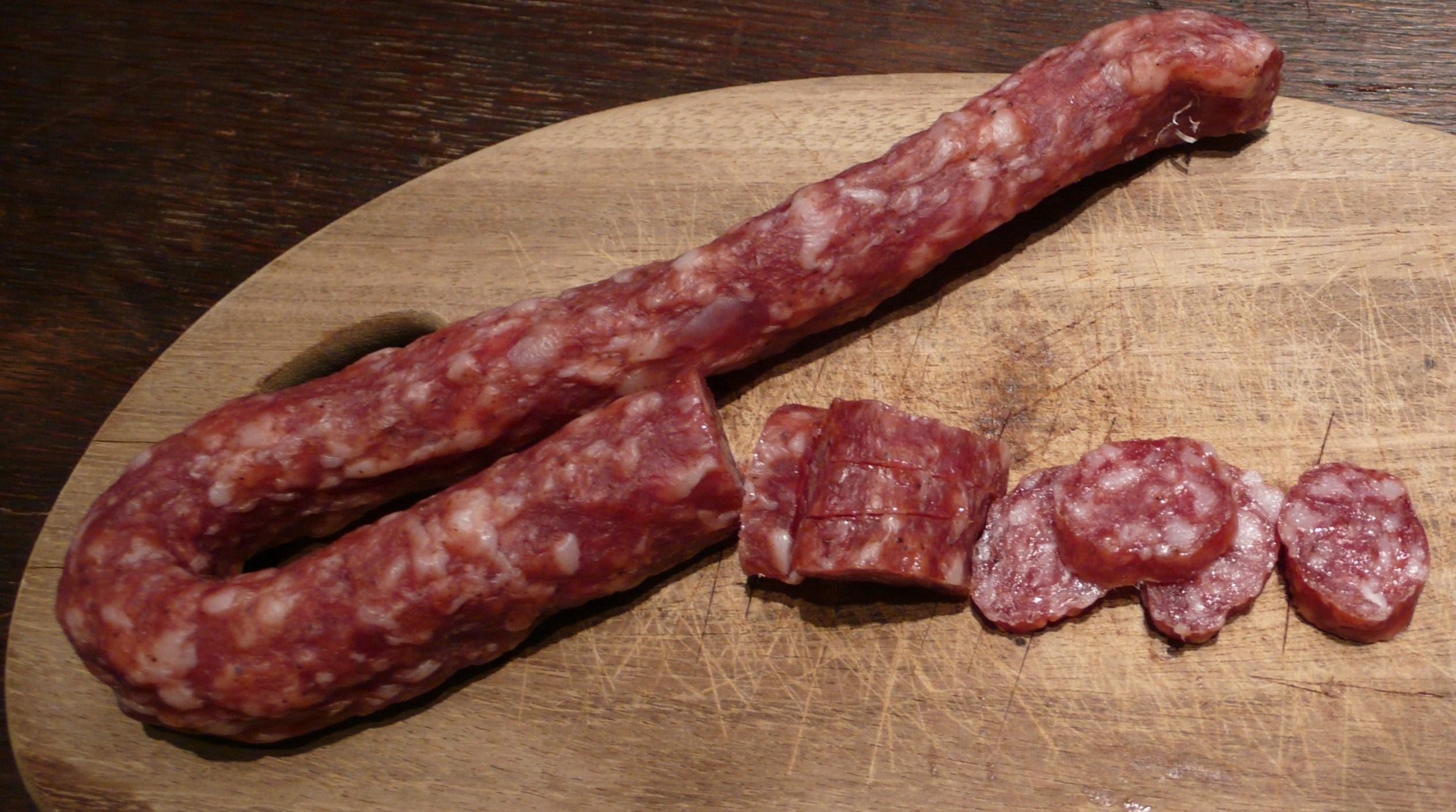
سجق جاف metworst خرونينغن

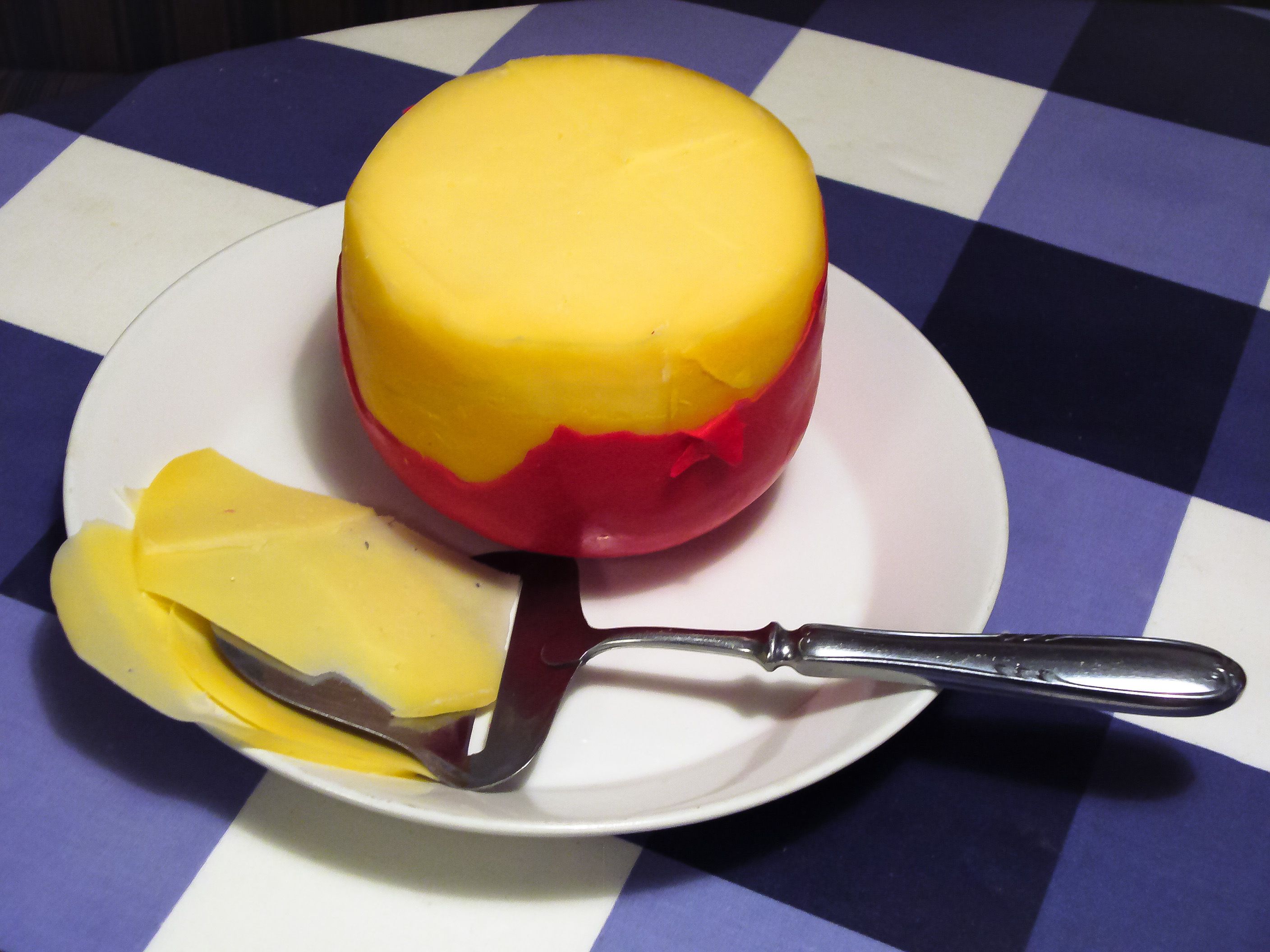
جبن إدام صغير Edam

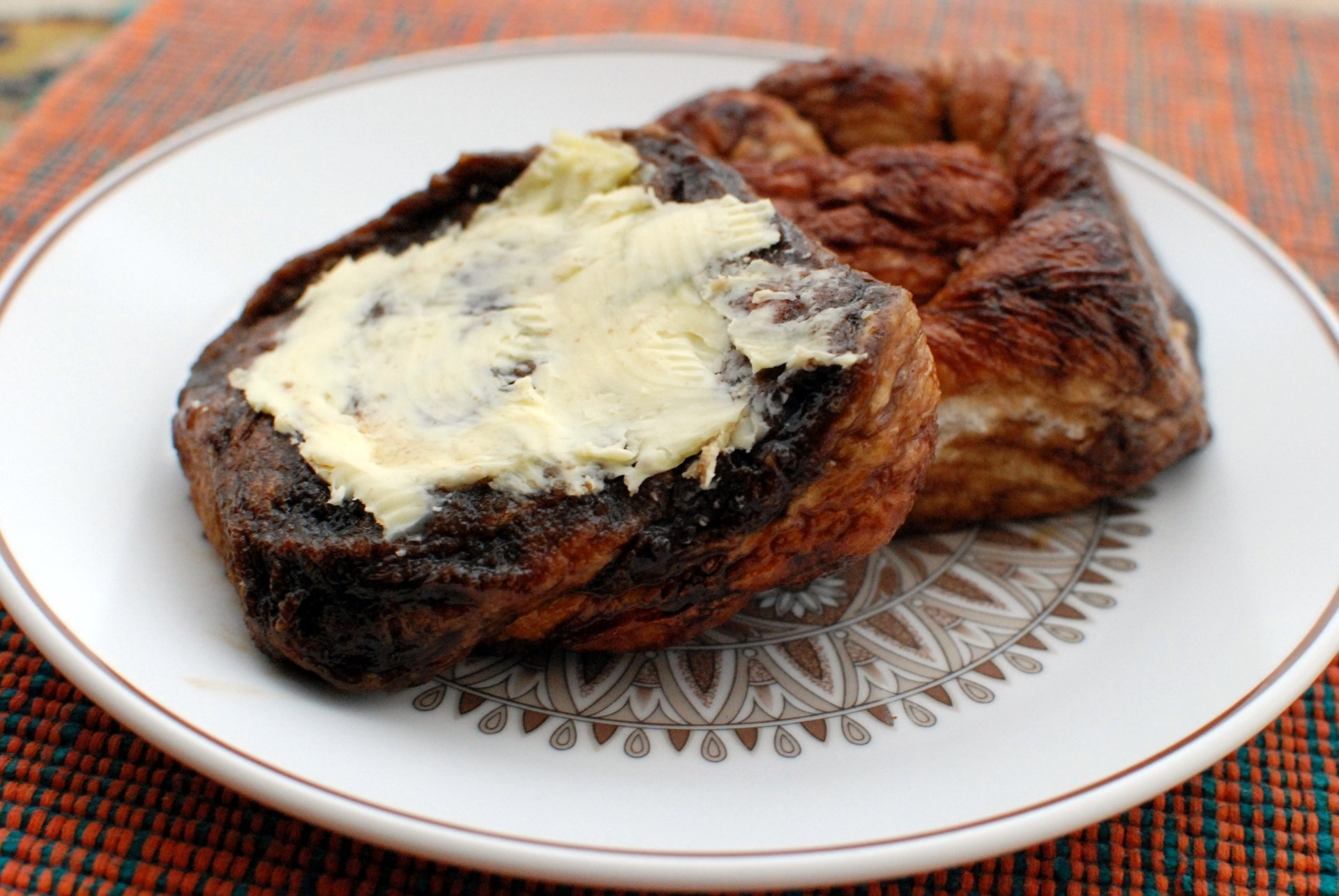
القرص الزيلندي Zeeuwse bolus بالزبدة

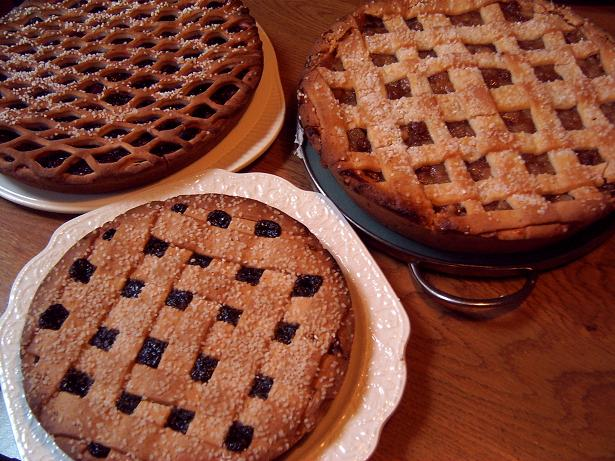
كعكة الفواكه فلاي Vlaai الليمبورخية

تشكل مناطق شمال وشرق هولندا، وهي تقريباً مقاطعات خرونينجن ، فريزلاند، درينته، أوفرآيسل وخيلدرلند شمال منطقة الأنهار الكبرى المطبخ الهولندي الشمالي الشرقي.
والمنطقة الأقل اكتظاظاً بالسكان، والجزء الأقل نمواً. أواخر (القرن 18 ) إدخال الزراعة على نطاق واسع يعني أن المطبخ هو معروف عموما لأنواع عديدة من اللحوم . النقص النسبي في المزارع يسمح لوفرة من اللعبة وتربية، على الرغم من الأطباق بالقرب من المناطق الساحلية في فريزلاند، جرونينجن و أجزاء من أوفيريجسيل المطلة على بحيرة آيسل تشمل أيضا كمية كبيرة من الأسماك.
النقانق المجففة مختلفة، تعود لعائلة - metworst النقانق الهولندية، و جدت في جميع أنحاء المنطقة، و تحظى بتقدير كبير في كثير من الأحيان ل أذواقهم قوية جدا. معظم البلدات والقرى المختلفة لديها مجموعة متنوعة خاصة بهم من هذه النقانق . المنطقة تنتج أيضا النقانق المدخنة التقليدية، منها ( Gelderse ) rookworst هو الأكثر شهرة . هذه النقانق المدخنة تقليديا على رقائق الخشب، و يتم تقديم بعد أن يكونوا قد سبق غليه في الماء. السجق يحتوي على الكثير من الدهون و العصير جدا. وغالبا ما تؤكل النقانق أكبر جنبا إلى جنب مع stamppot ، hutspot أو مخلل الملفوف، في حين غالبا ما تؤكل أصغر كغذاء الشارع.
محافظات هي أيضا موطن ل أنواع كثيرة من الحلويات و الكعك. وعلى النقيض من المطبخ الهولندي الجنوبية، والتي تميل إلى أن تكون لينة ورطبة، و المعجنات شمال شرق عموما من الملمس الصلب و متبل بشكل كبير مع الزنجبيل أو تحتوي على قطع صغيرة من اللحم . أنواع مختلفة من Kruidkoek ( مثل Groninger koek ) ، تعتبر dúmkes Fryske والفطائر لذيذا الصغيرة (بما في ذلك spekdikken) نموذجية.
من حيث المشروبات الكحولية، و المنطقة تشتهر العديد من البيرة لها (مثل Beerenburg ) وغيرها من المشروبات الكحولية عالية واقية من بدلا من البيرة، والتي، بصرف النظر عن Jenever ، هو نموذجي لبقية البلاد.

## الأطعمة

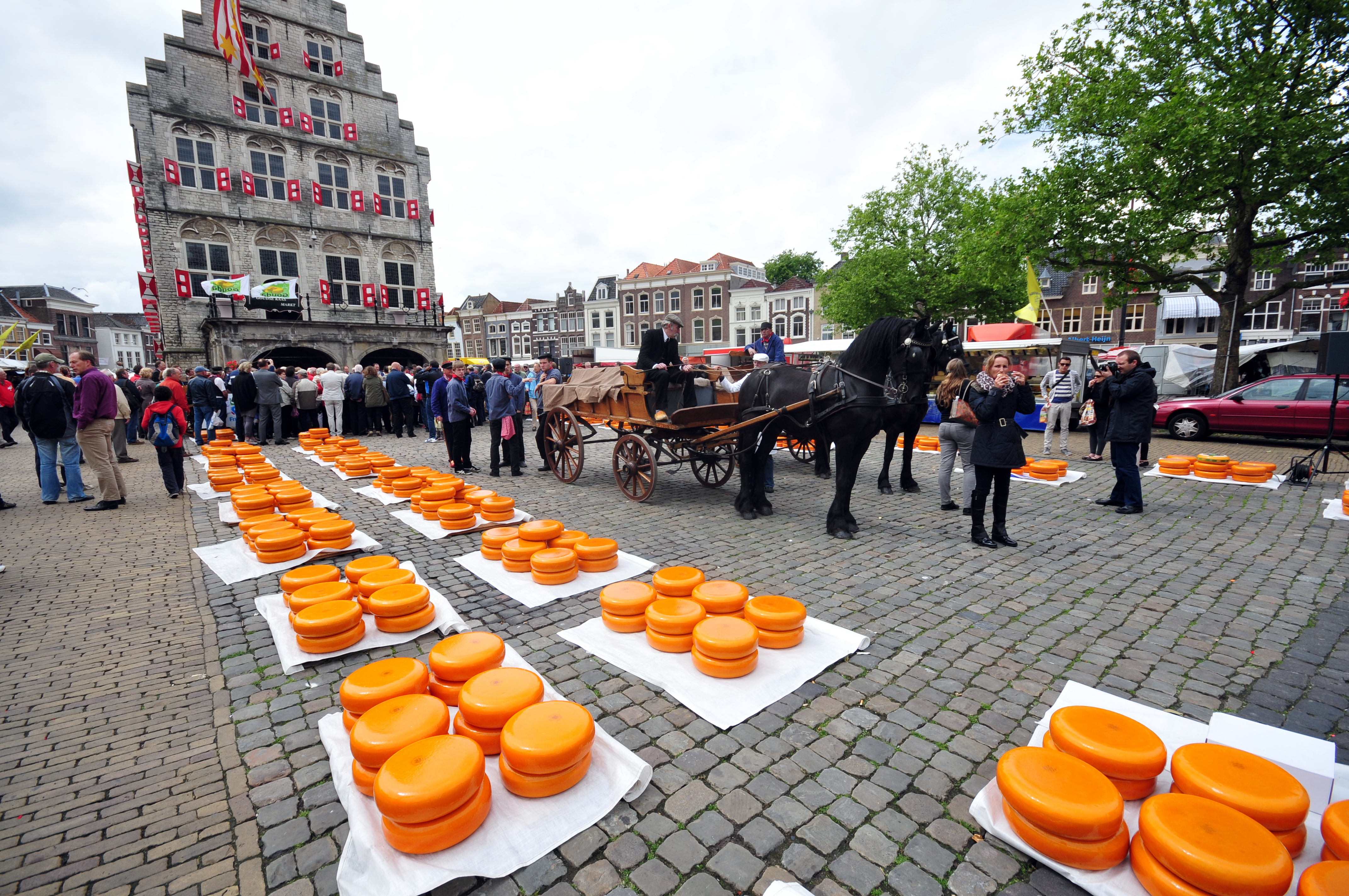
جودا، هولندا، وسط المدينة

تتكون الزراعة الهولندية تقريباً من خمس قطاعات: القائم على الحراثة ، والزراعة القائمة على الصوبات، والفاكهة، والتربية الحيوانية والسمكية.
وتشمل المحاصيل القائمة على الحرث البطاطس، والكالي والشمندر، والفاصوليا الخضراء، والجزر، والكرفس اللفتي، والبصل، وكل أنواع الكرنب، وكرنب البروكسل، والقرنبيط والهندباء الأنديفية، والسبانخ والهندباء البلجيكية، والهليون، والخس. وفي الآونة الأخيرة بدأت بعض المبادرات الرامية إلى تشجيع الاهتمام بالخضار «المنسية» مثل الرجلة، الزعرور البري، والجزر الأبيض، والسلسفي الهسباني.
وتستخدم الصوبات لإنتاج الطماطم، والخس، والخيار، والفلفل الحلو.
وتشمل الفواكه التفاح والكمثرى والكرز والتوت والخوخ.
ويربي الهولنديون الأبقار للحصول على الحليب واللحوم، والدجاج للحصول على البيض واللحوم، والخنازير من أجل لحومها، والأغنام للصوف واللحوم. أما الماعز فتربى لإنتاج الجبن. وكان لحم الخيل طبق شائع (كشرائح لحم أو سجق) ولكنه أقل شعبية اليوم.
أما قطاع مصايد الأسماك فيصيد القد والهارينج، وسمك موسى، والماكريل، وثعابين البحر، وسمك التونة، سمك السلمون، سمك السلمون المرقط، والمحار، وبلح البحر، والروبيان، والسردين. والهولنديون مشهورون بثعبان البحر المدخن والهارينج المتبل، والتي تؤكل نيئة.

### الفطور والغذاء

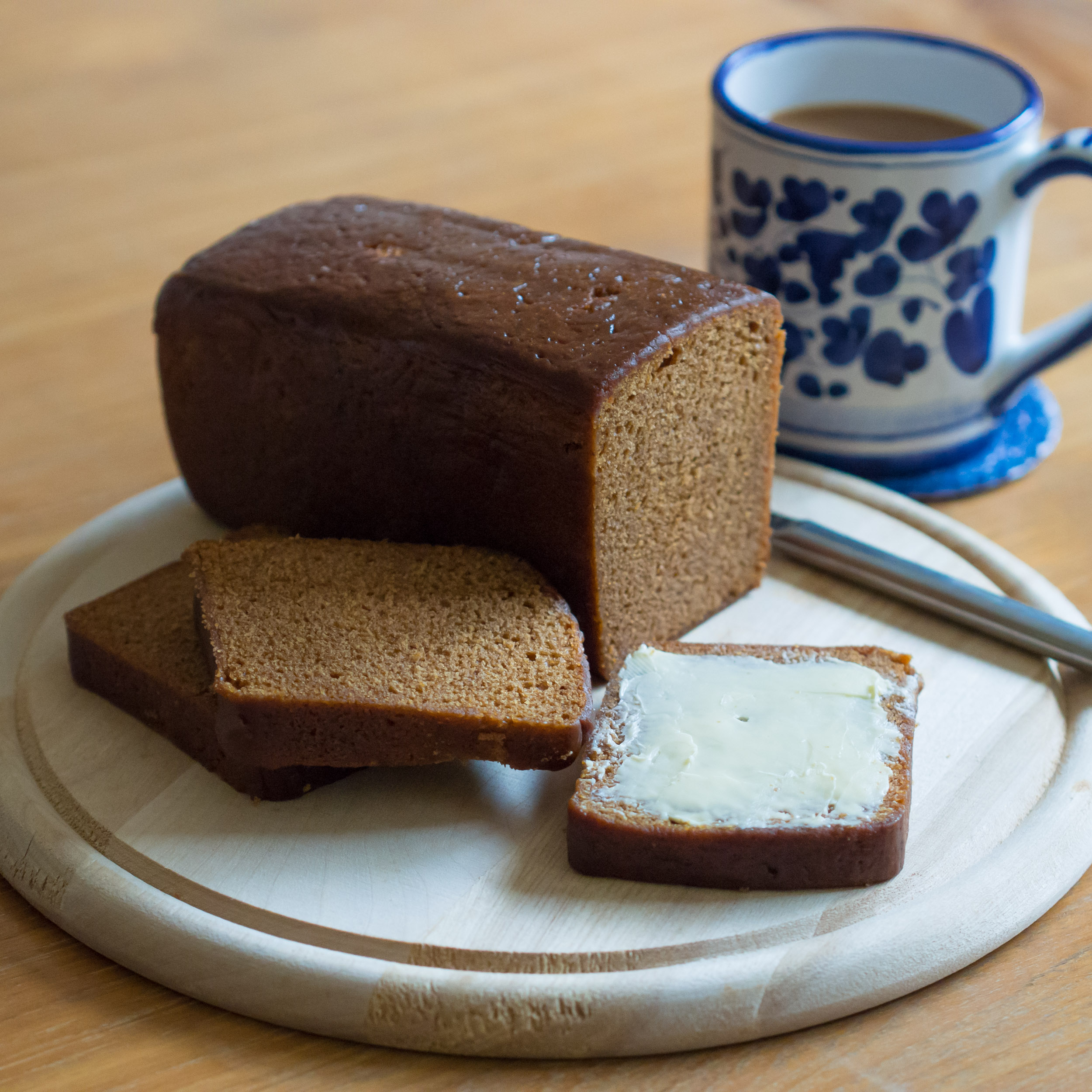
Kruidkoek, peperkoek, and ontbijtkoek are a few of the regional names for a local version of كعكة زنجبيل.

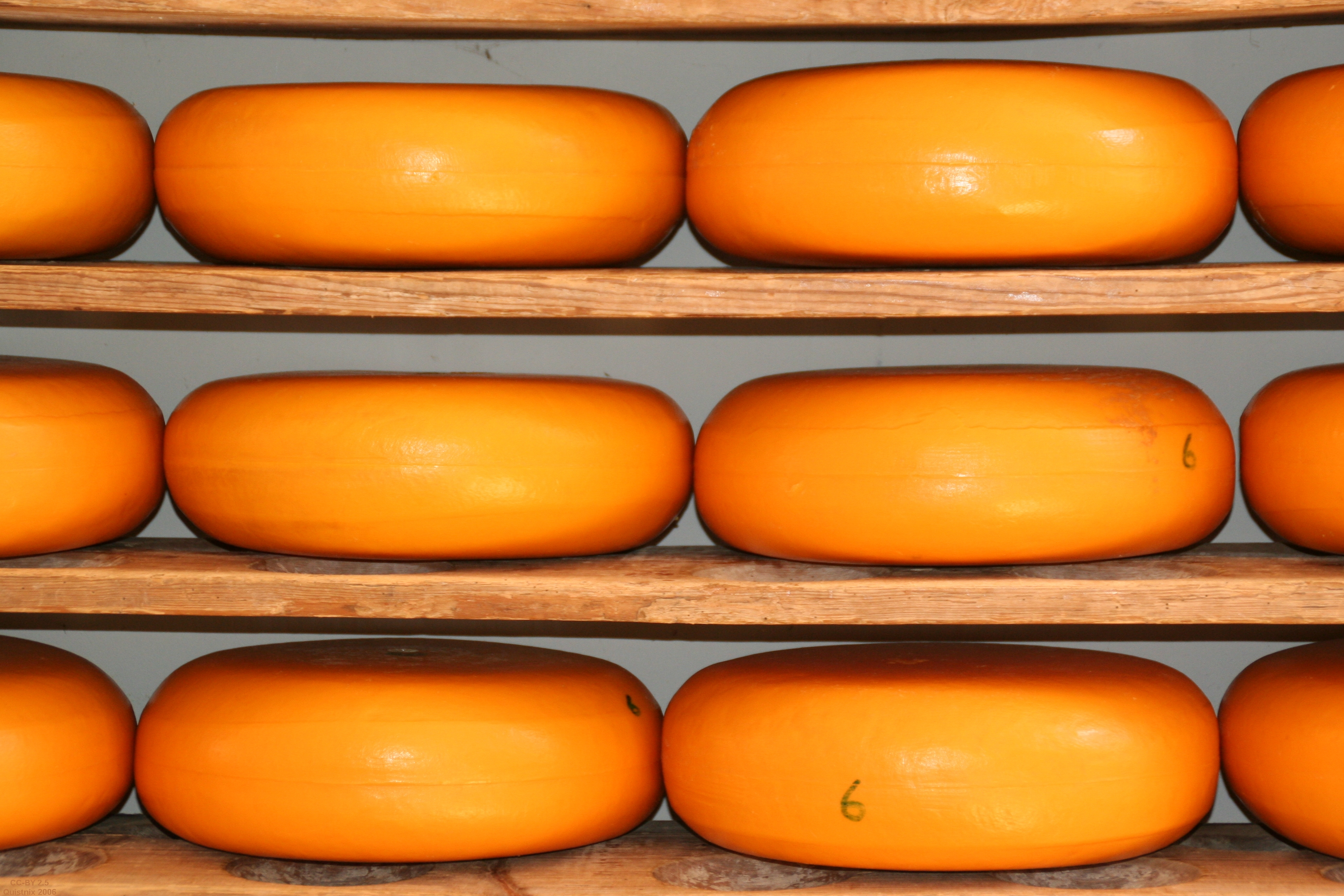
Cheese ripening

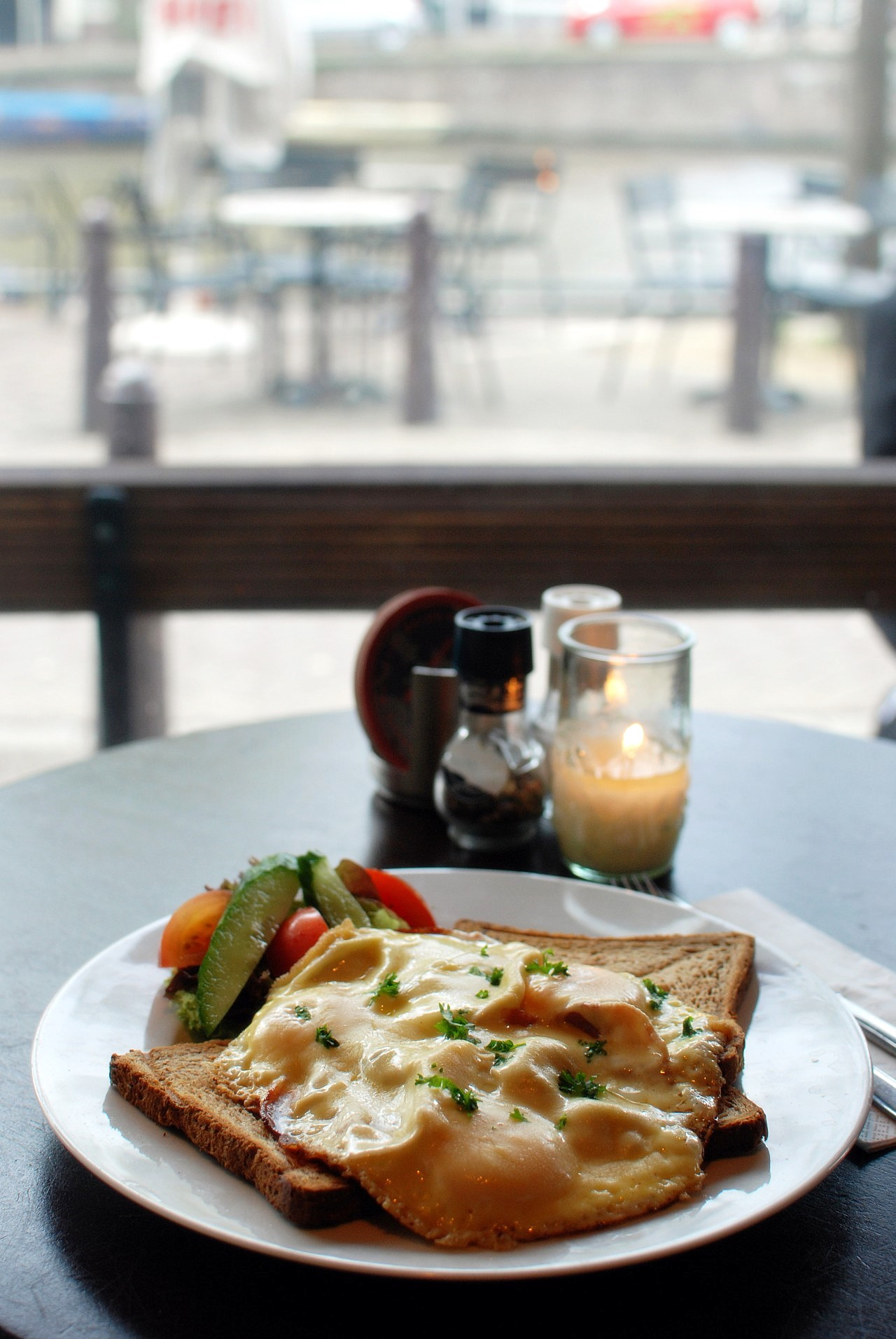
Uitsmijter spek en kaas: a couple of eggs fried with bacon and cheese

### وقت الشاي

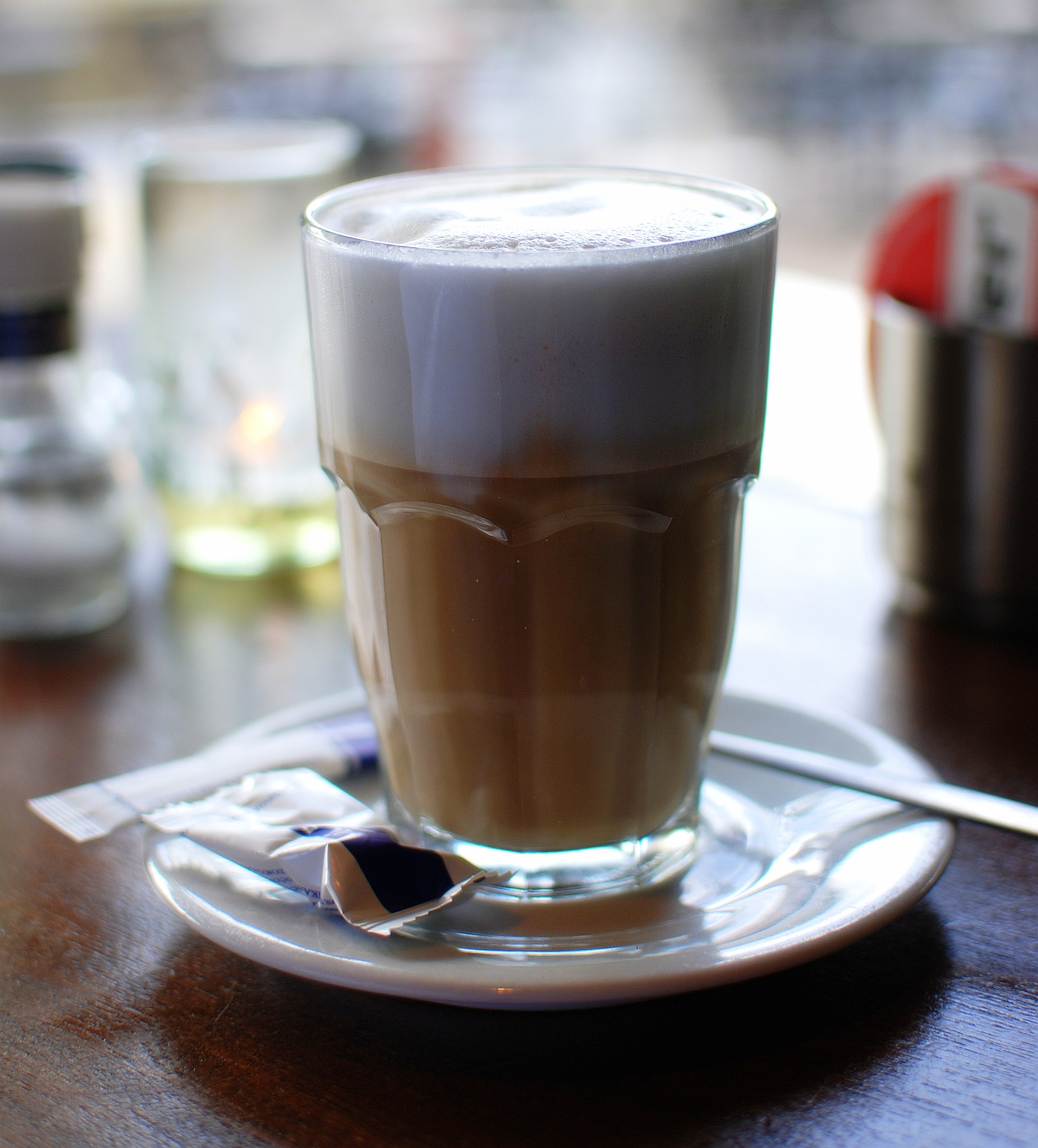
Koffie verkeerd, the Dutch version of a "قهوة بالحليب"

### العشاء

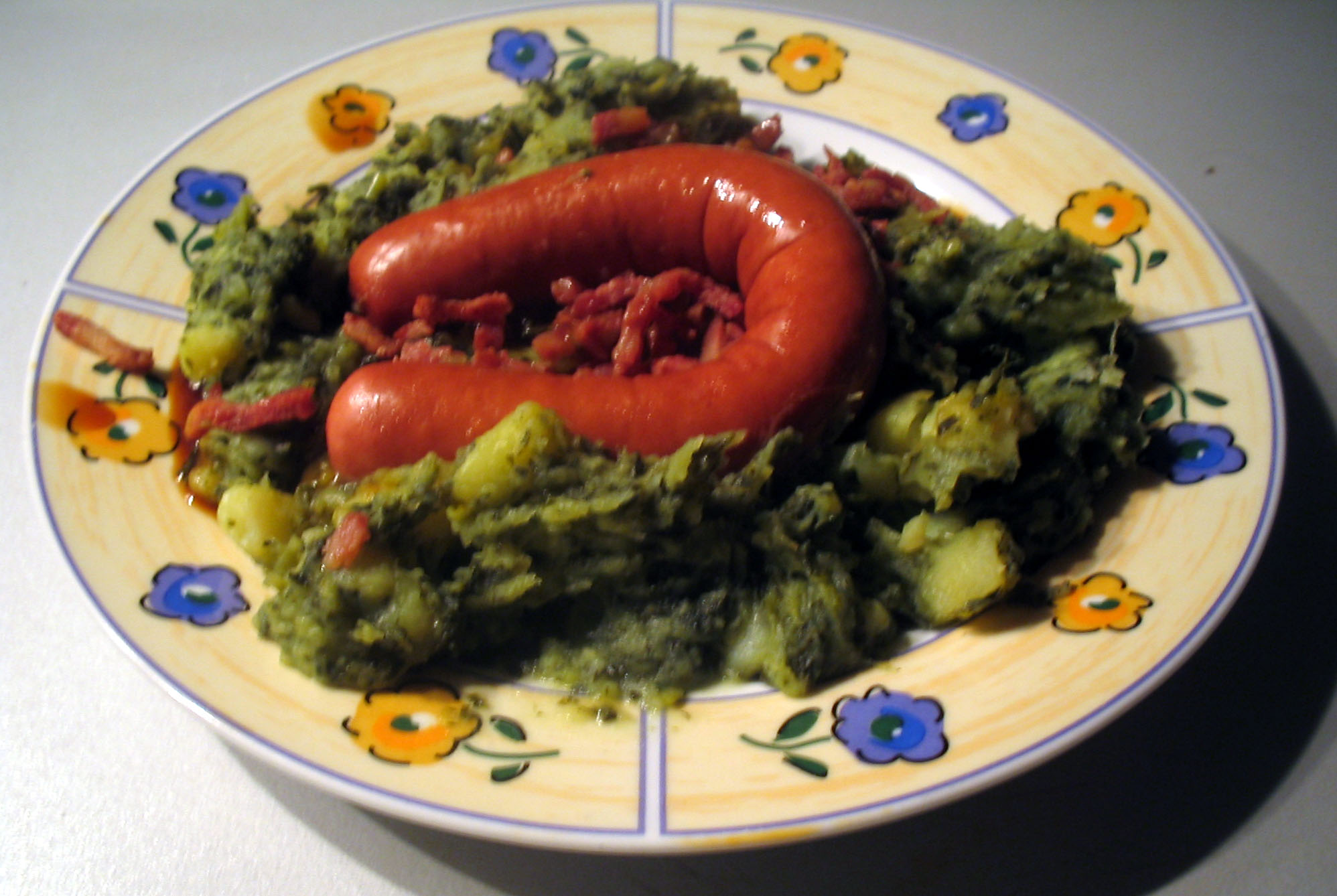
Boerenkoolstamppot, with rookworst

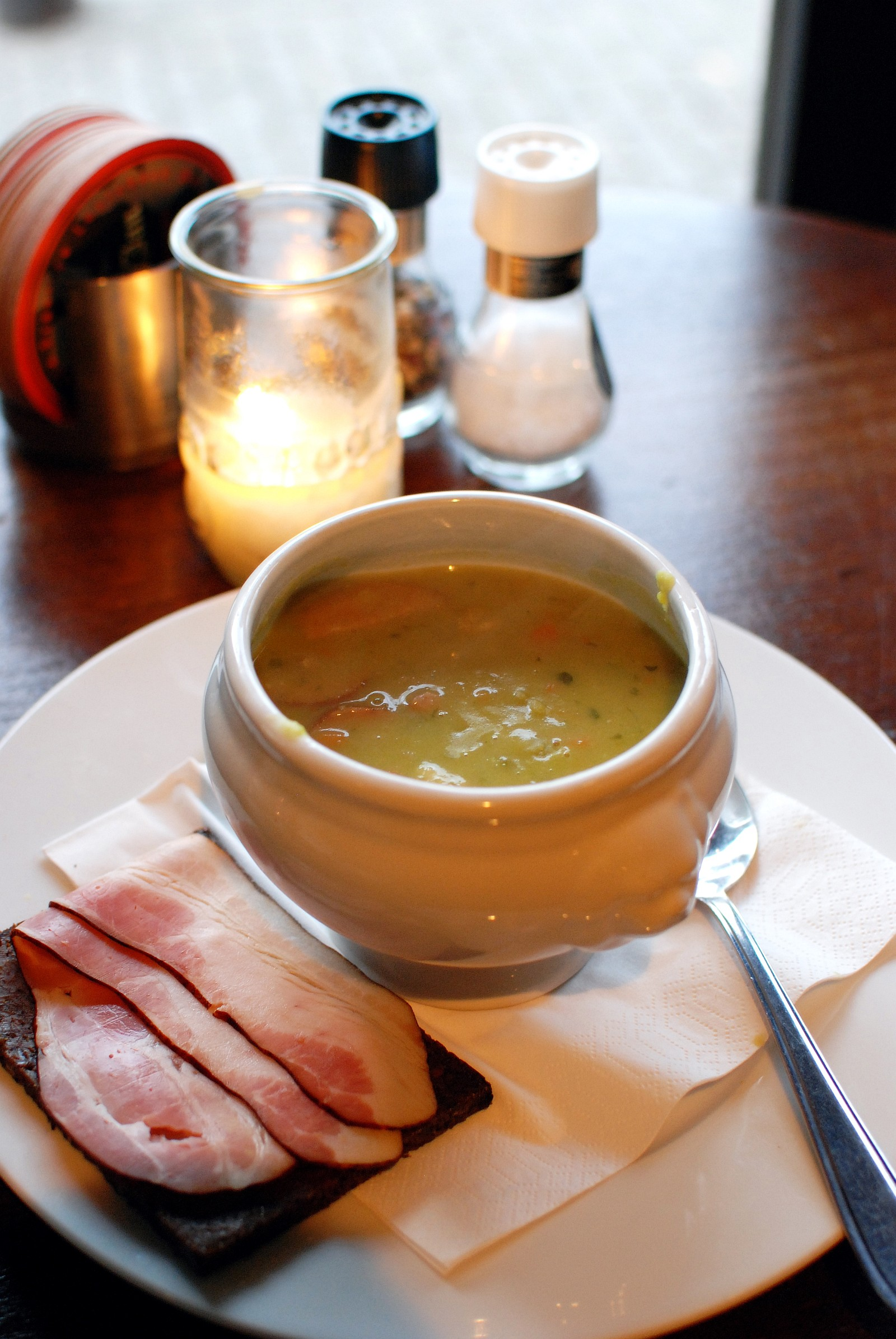
Dutch pea soup, also called snert

## تكوين الوجبات

### الحلوياتوالبودنج
- الفلا Vla (كاسترد الفانيليا) وكثيرا ما يخلط مع الزبادي (وأحياناً زبادي مع شراب، سكري، مما يسمى فلا فليب vla-flip).
- عصيدة الخبز Broodpap وتصنع من الخبز القديم والحليب والزبدة والسكر.
- بودنج السميد Griesmeelpudding، ويقدم مع عصير التوت الأحمر. الصحارى الأخرى هي grutjespap، Haagse bluf، hangop، يناير في دي زاك، karnemelksepap،' rijstebrij (بودنغ الأرز) ، krentjebrij (وتسمى أيضا' watergruwel).

### التأثيرات الأجنبية

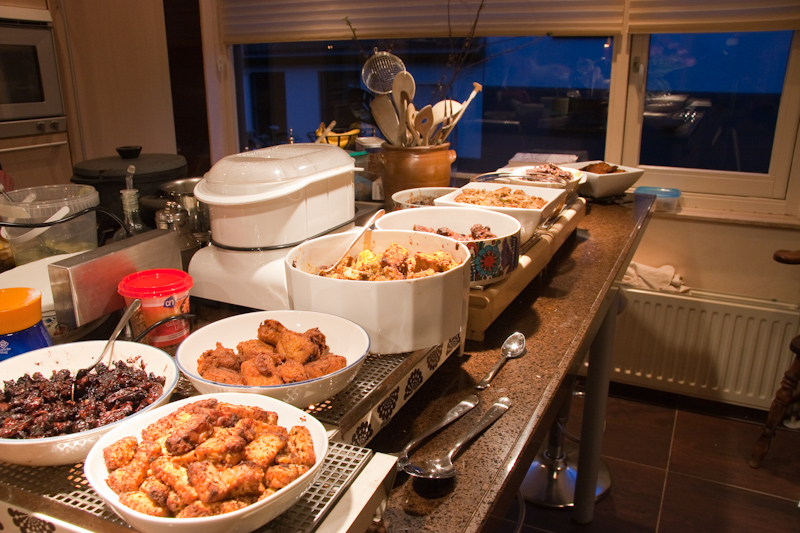
A small rijsttafel at a private party in the Netherlands.

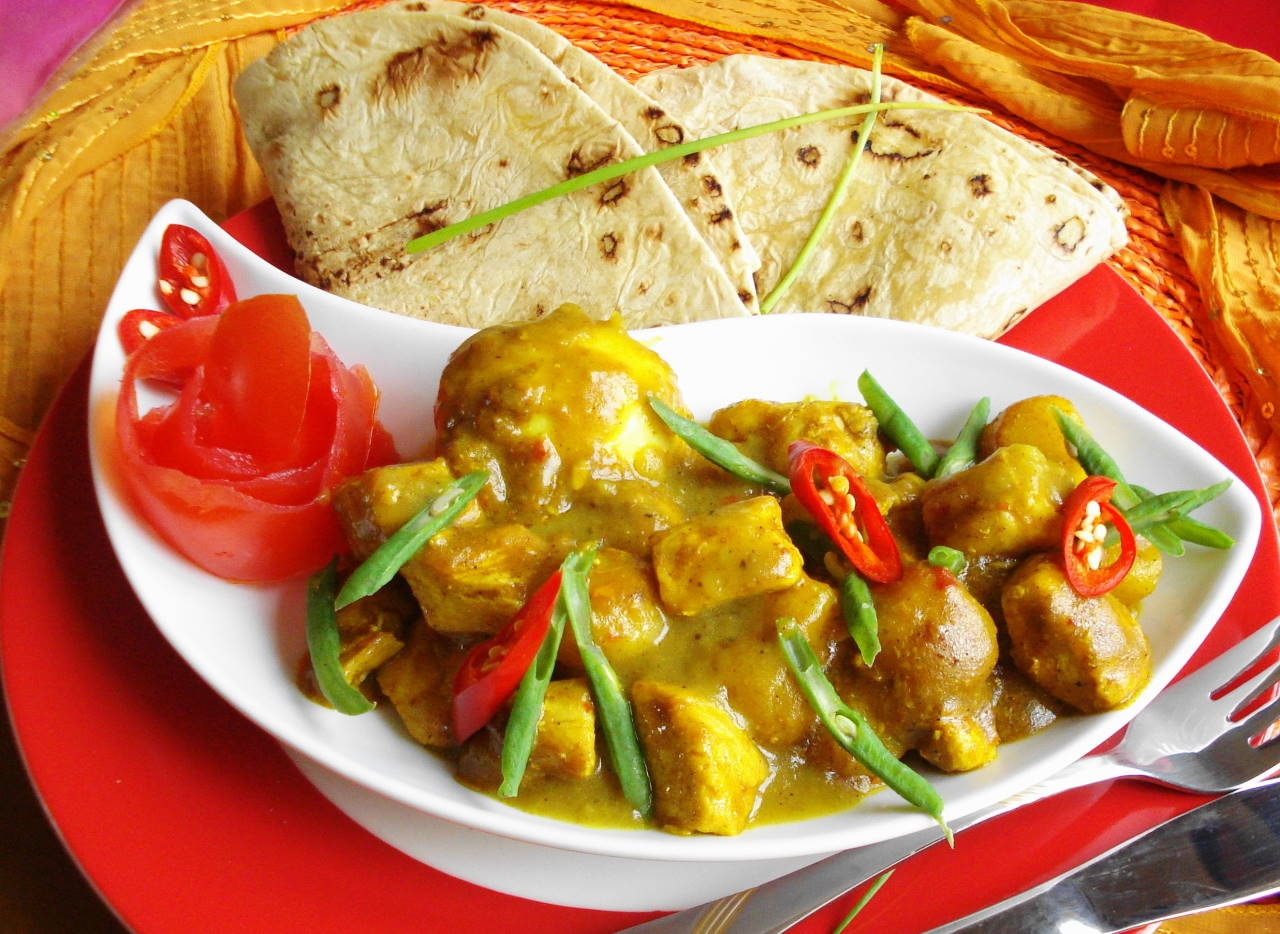
Surinamese roti.

## المناسبات الخاصة

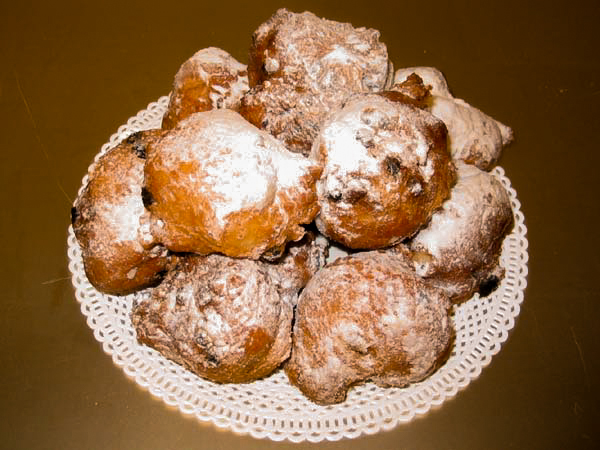
Oliebollen, a Dutch pastry eaten on New Year's Eve

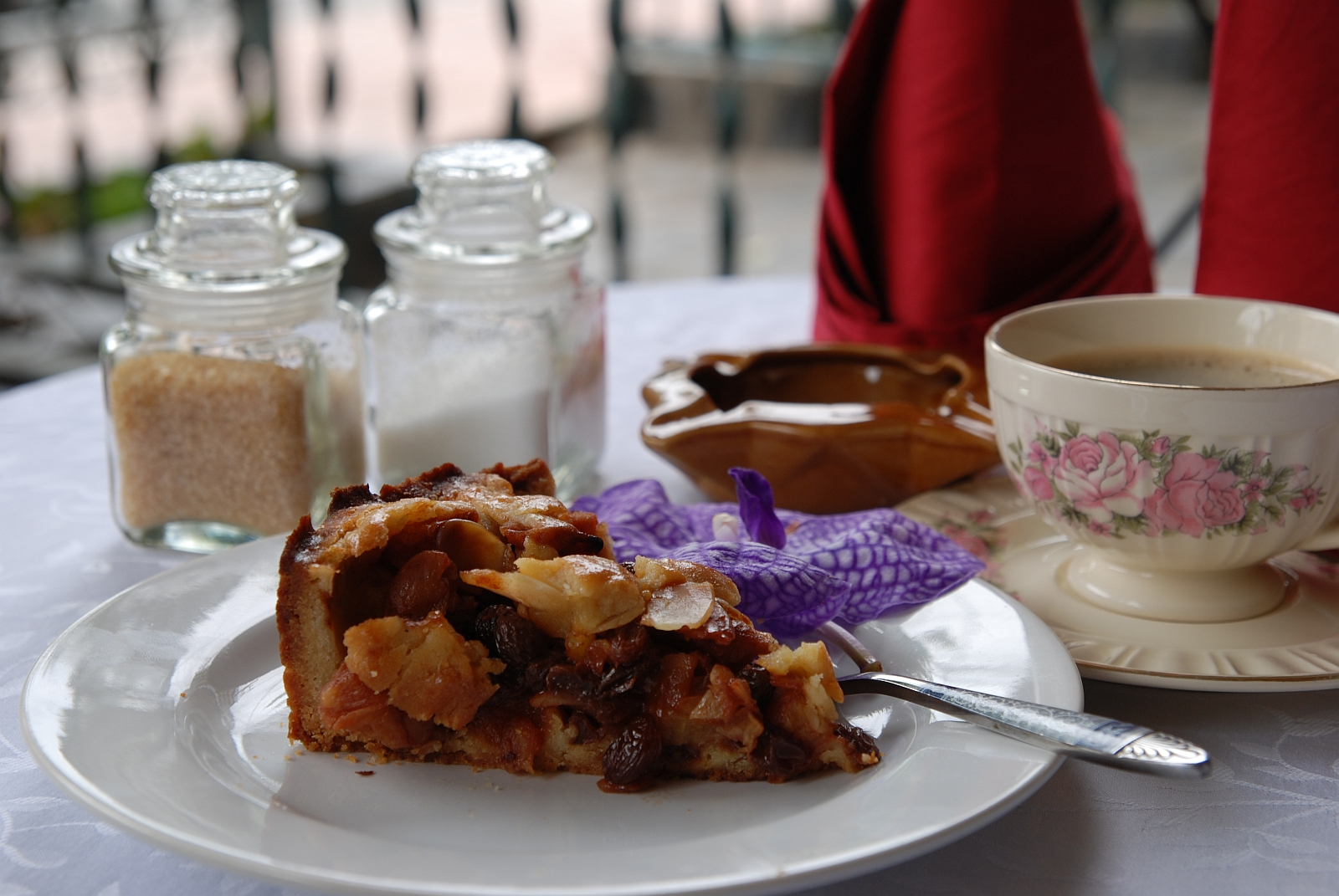
Appeltaart, Dutch فطيرة التفاح

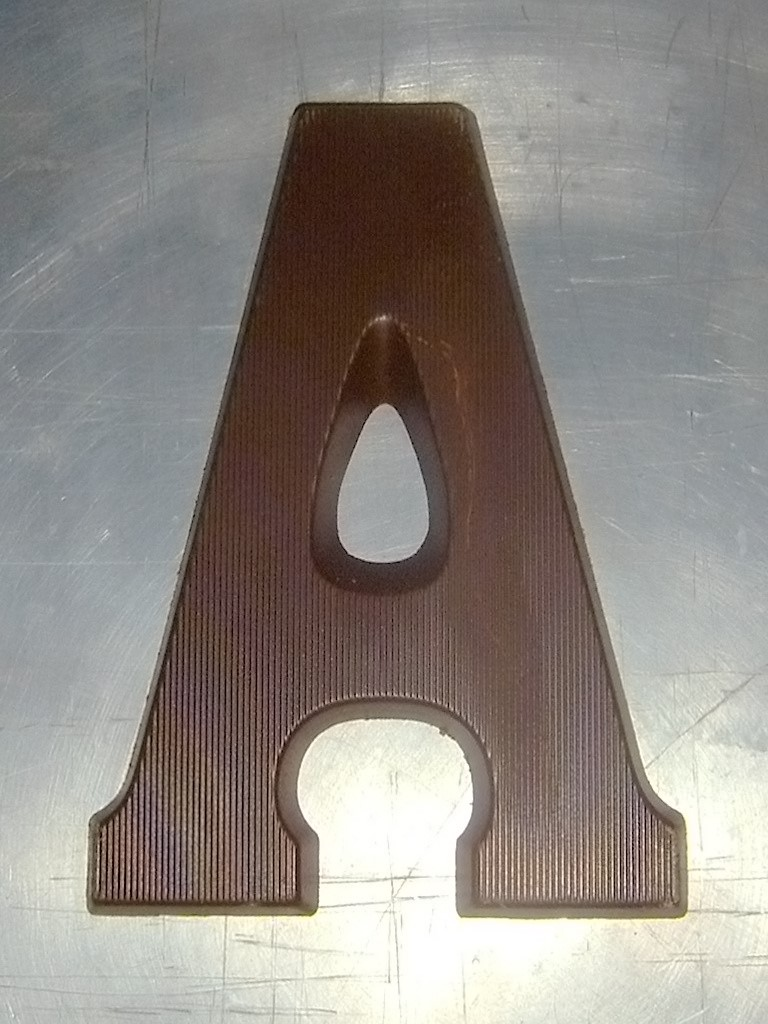
A chocolate letter of the first letter of the child's name is a typical present given to children during the Sinterklaas feest; it is supposedly thrown down the chimney by a Zwarte Piet or by Sinterklaas himself

## الحلوى

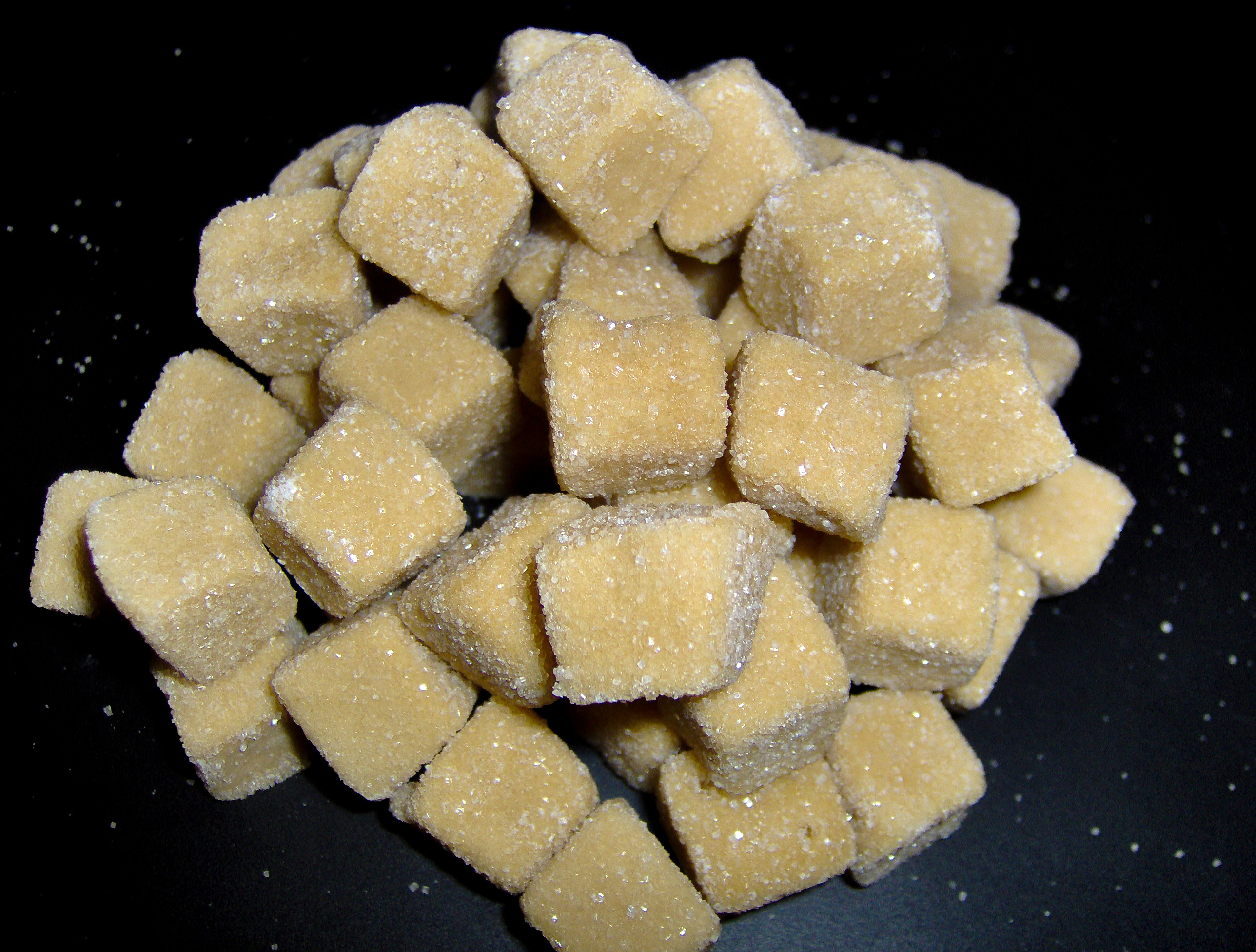
Griotten, a type of soft sweet Dutch liquorice

## المشروبات الروحية

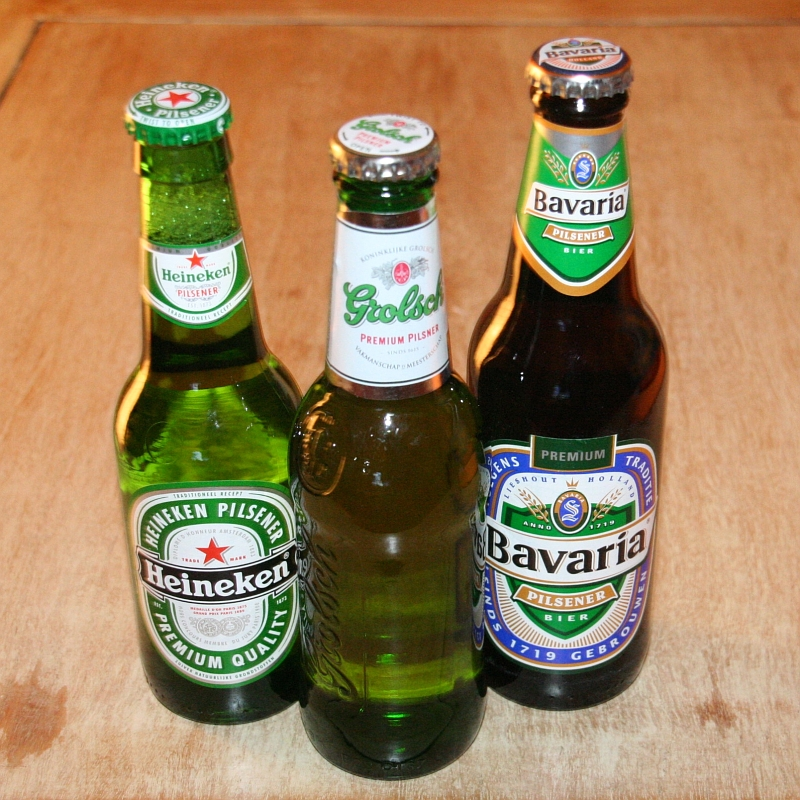
Bottles of هينيكن، Grolsch, and Bavaria beer

## الوجبات السريعة

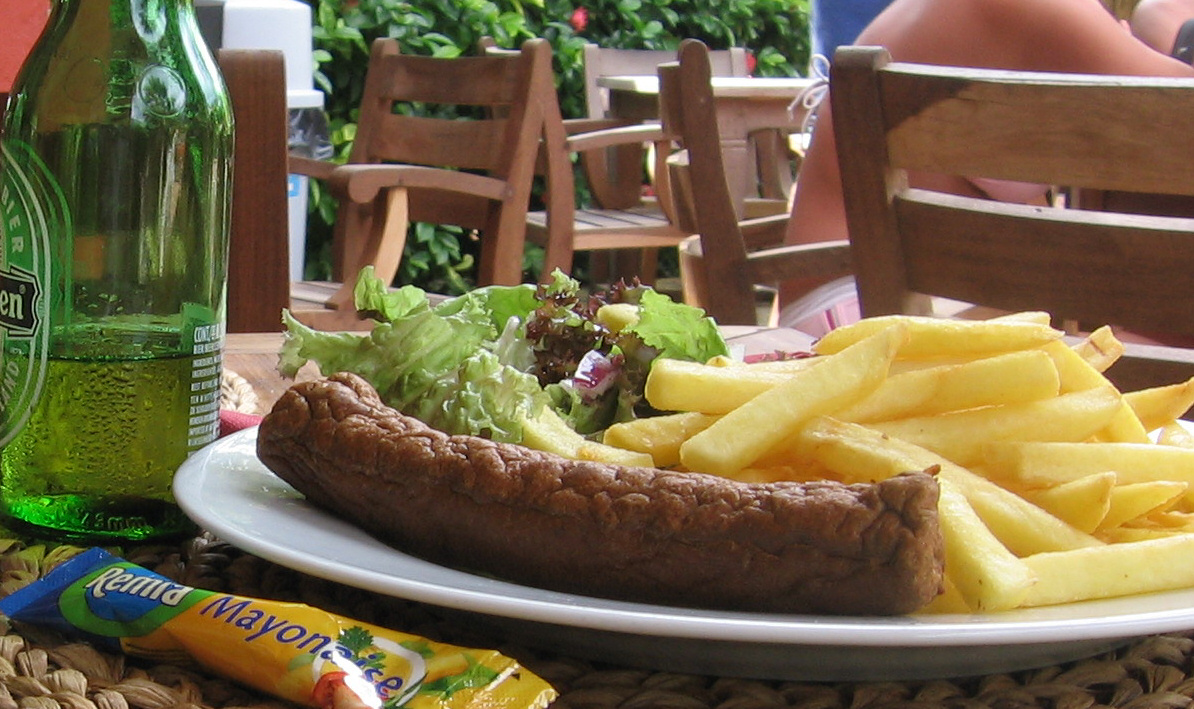
A frikandel with fries

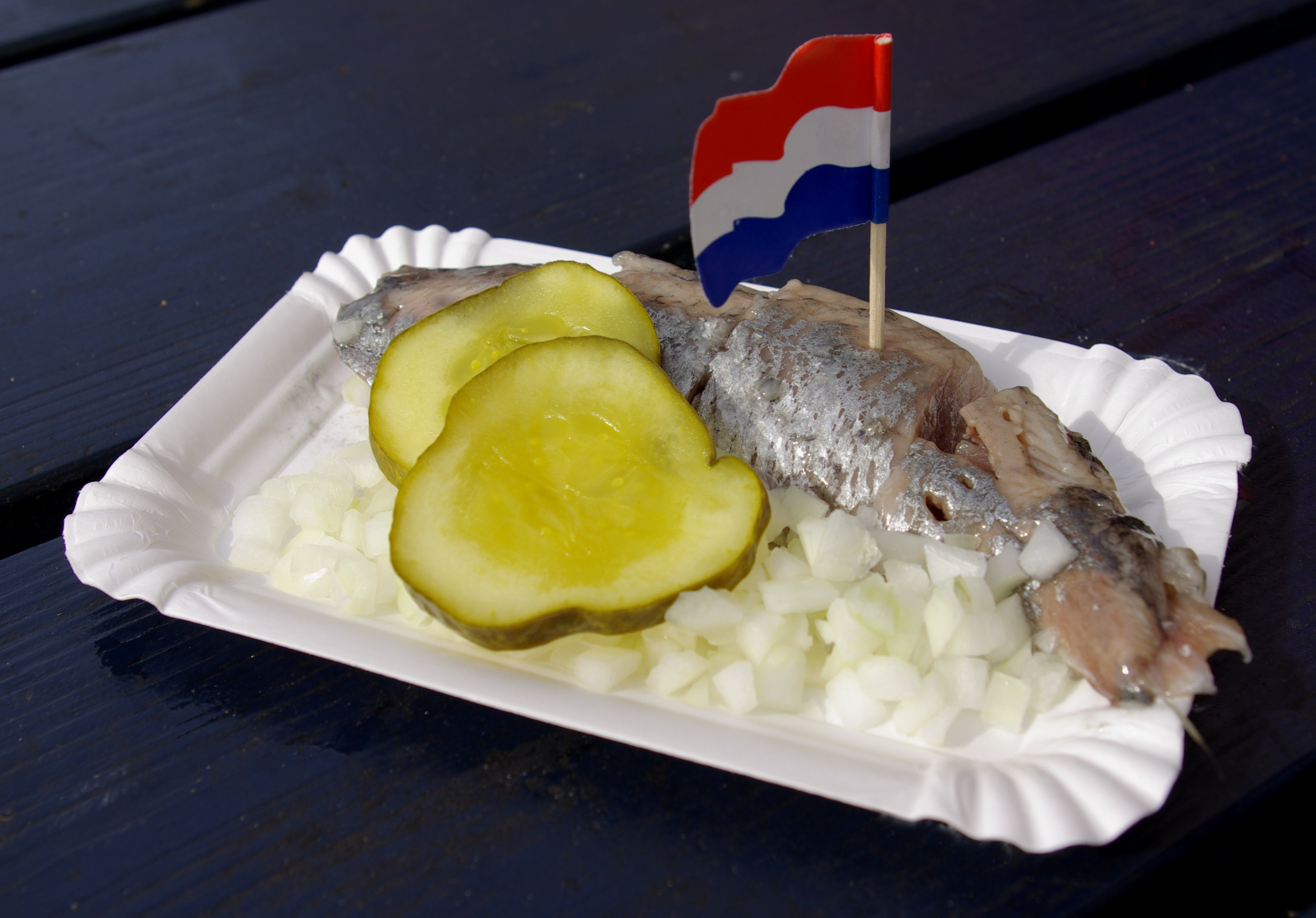
Hollandse nieuwe, "new" raw herring

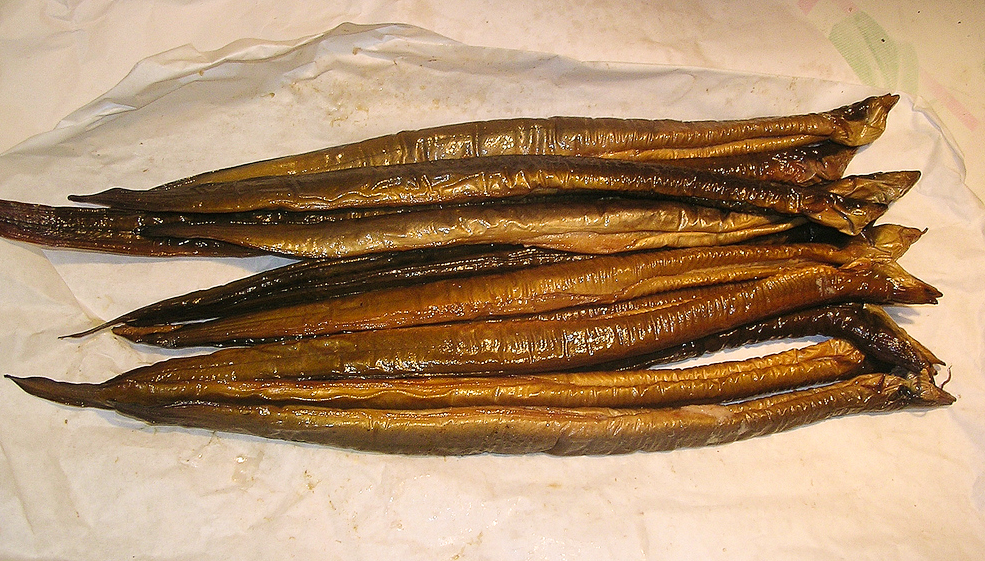
Gerookte paling, smoked eel

## معرض صور

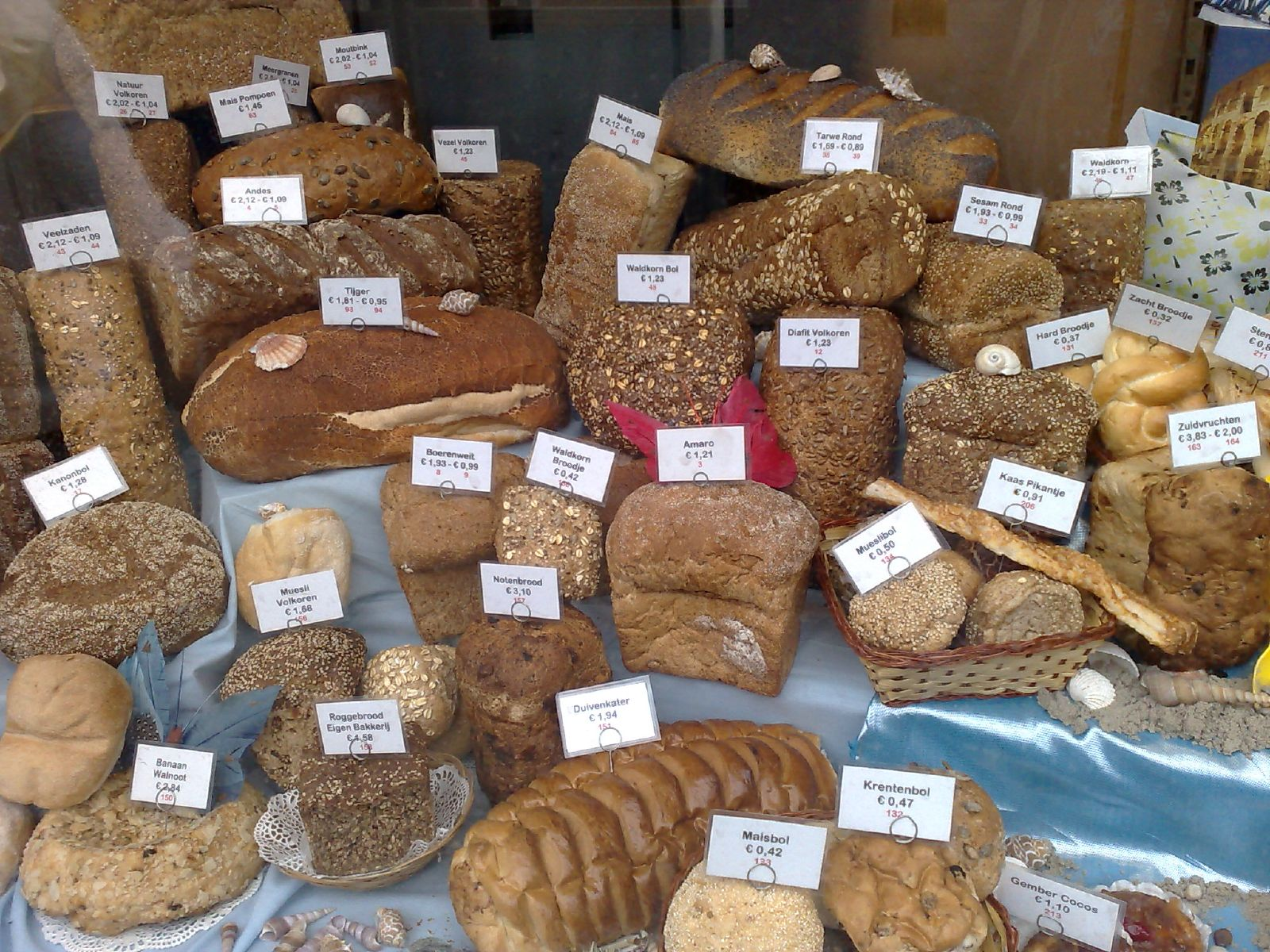
With two meals a day using bread, bread comes in many varieties
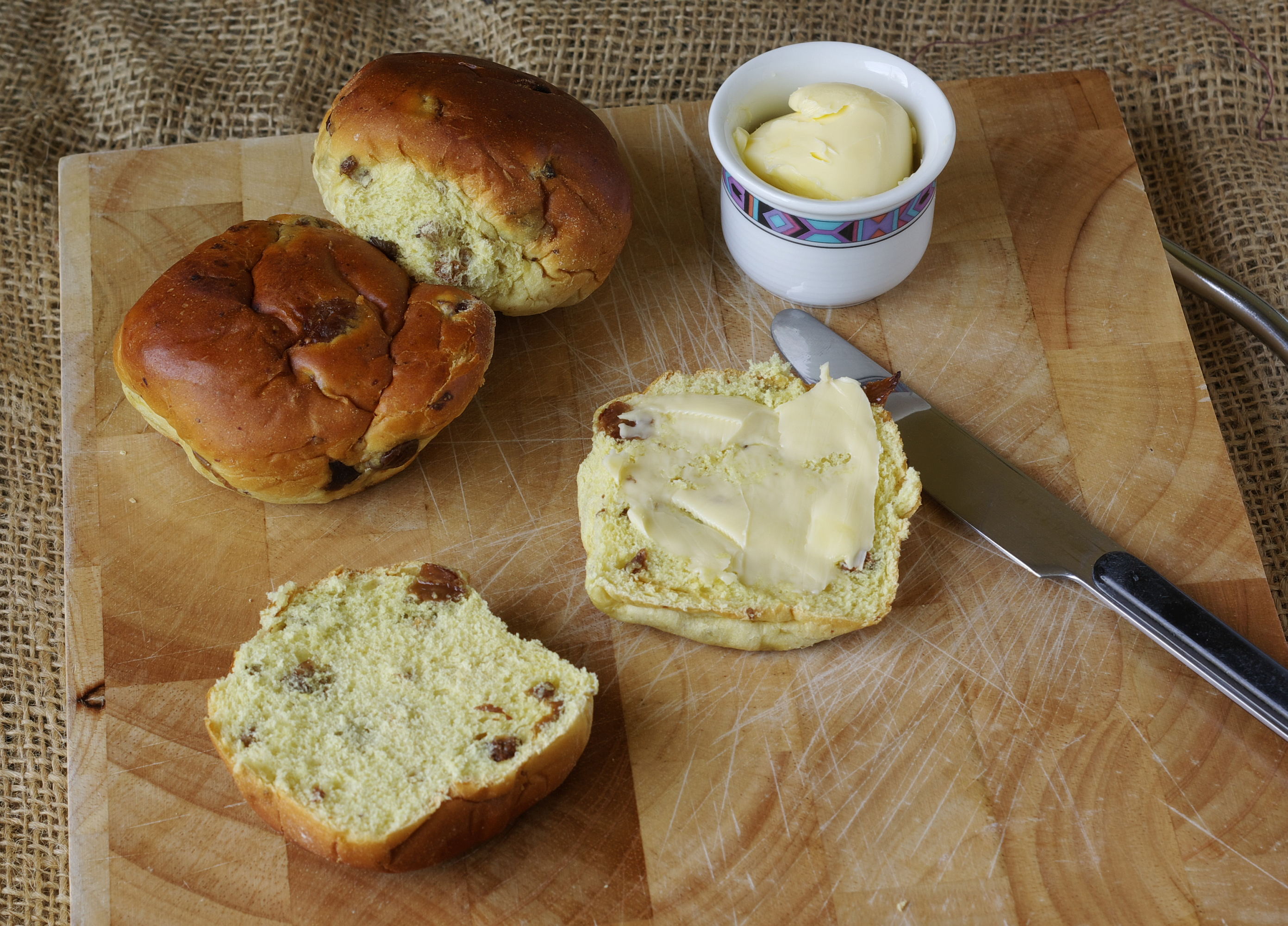
Krentenbollen (currant buns) are usually eaten with butter but sometimes also with cheese, for breakfast, lunch or as a snack
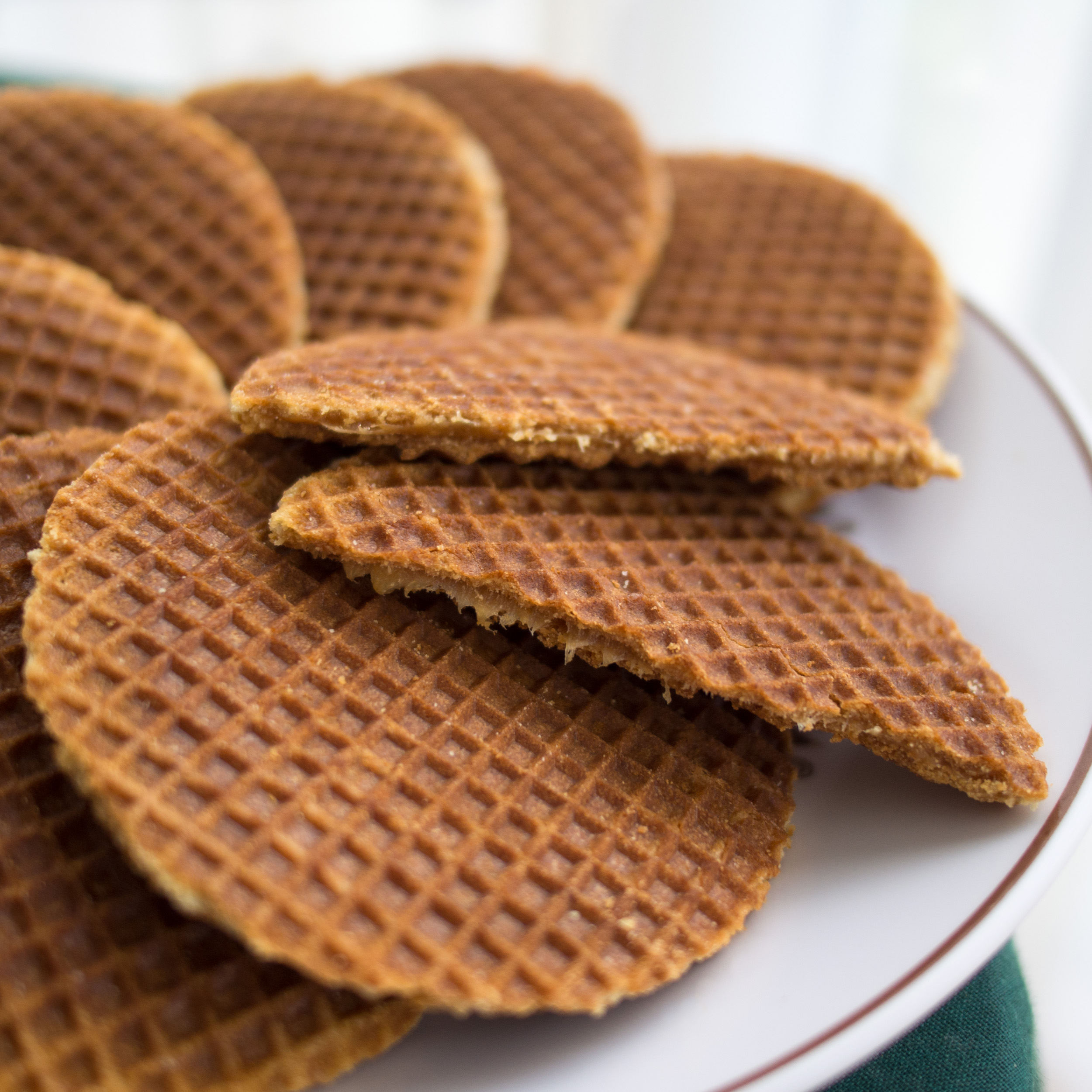
ستروبوافيل هي نوع من أنواع الوافل المصنوعة من طبقتين رقيقتين مع طبقة رقيقة من مادة كراميل في الوسط
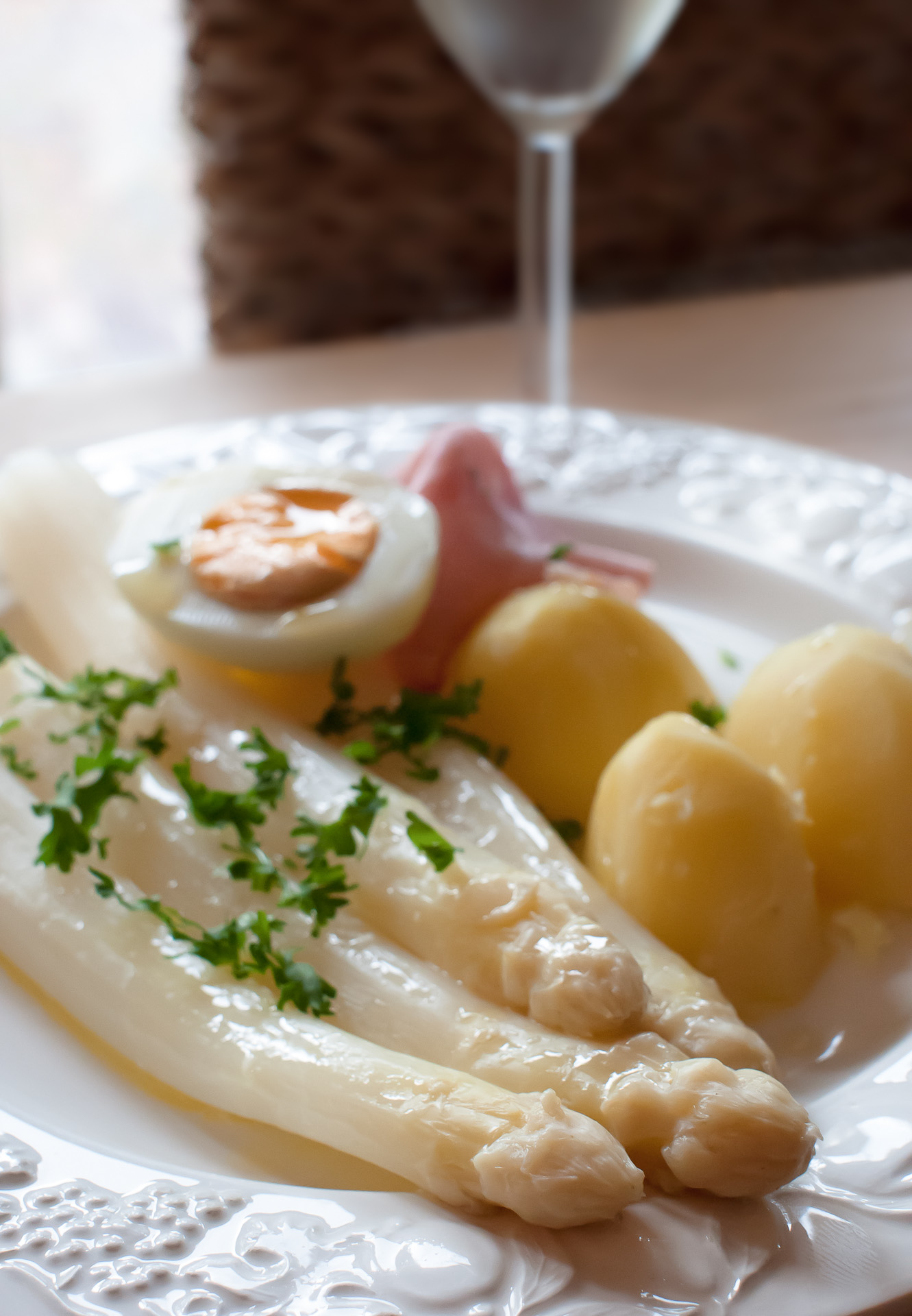
A seasonal dish, asparagus is popularly eaten with ham, egg, potatoes and a butter sauce
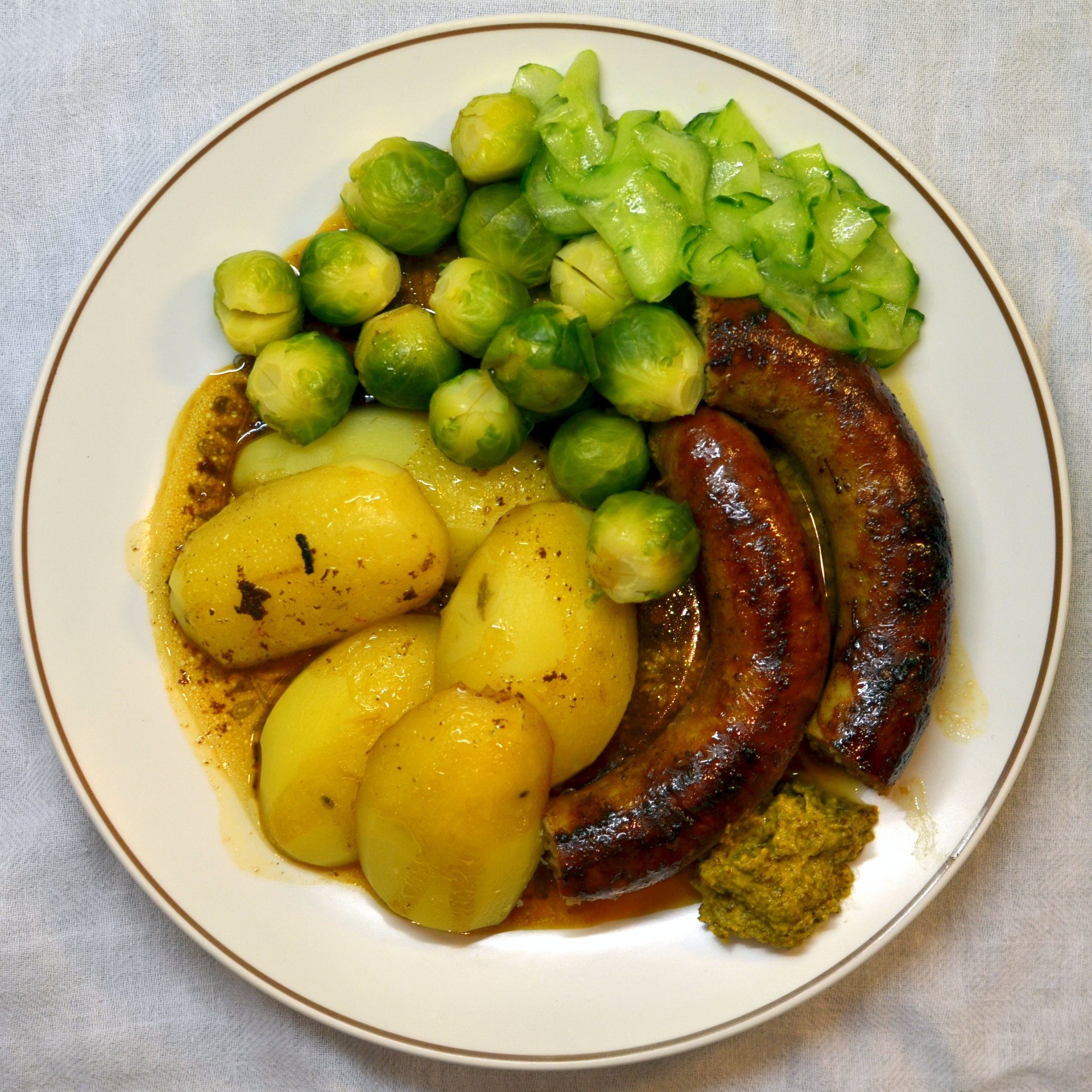
A simple Dutch meal traditionally consists of meat, potatoes, butter gravy, a boiled vegetable, and some salad
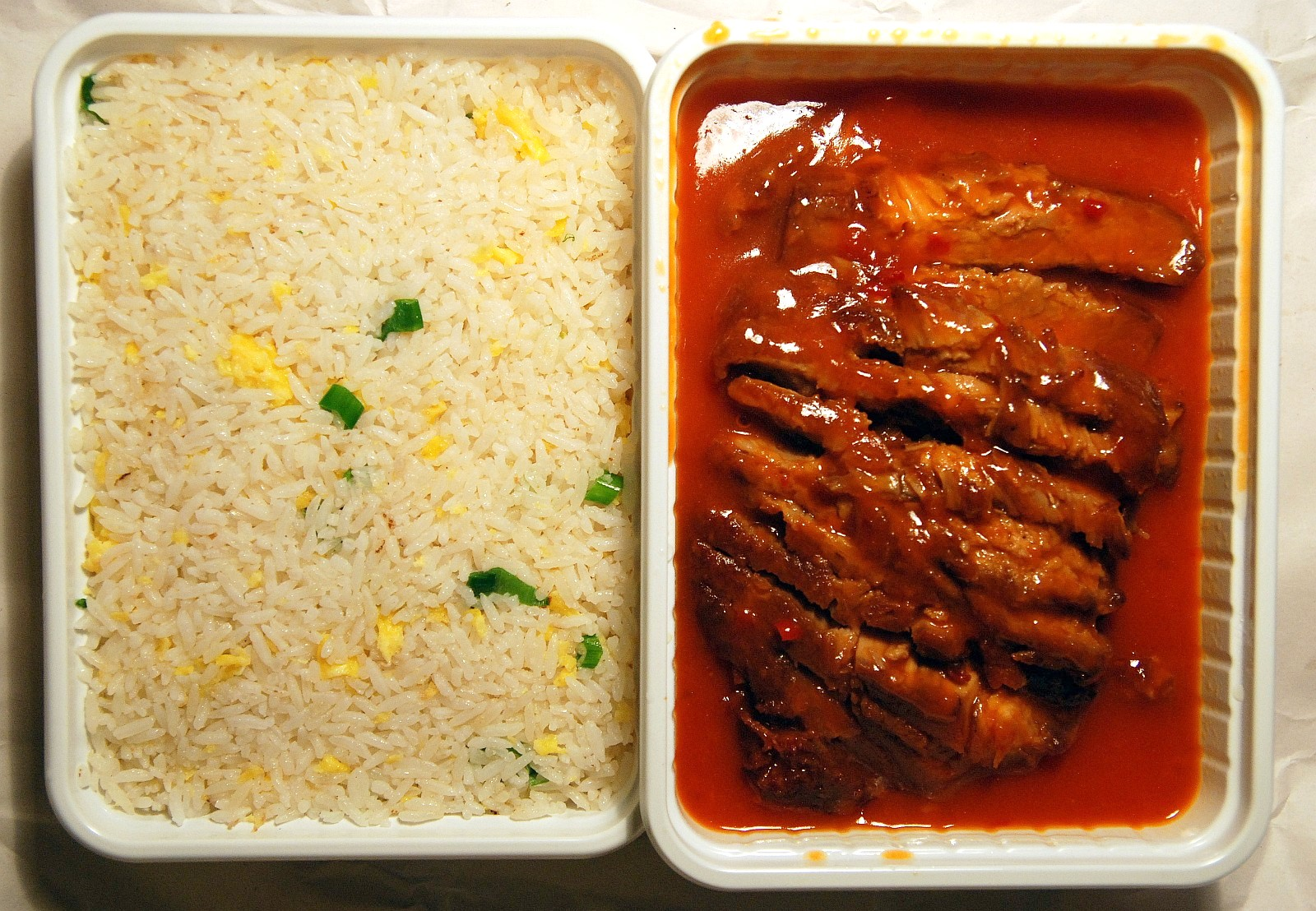
Babi panggang speciaal was, although seemingly Indonesian-Chinese in origin, probably devised in the Netherlands
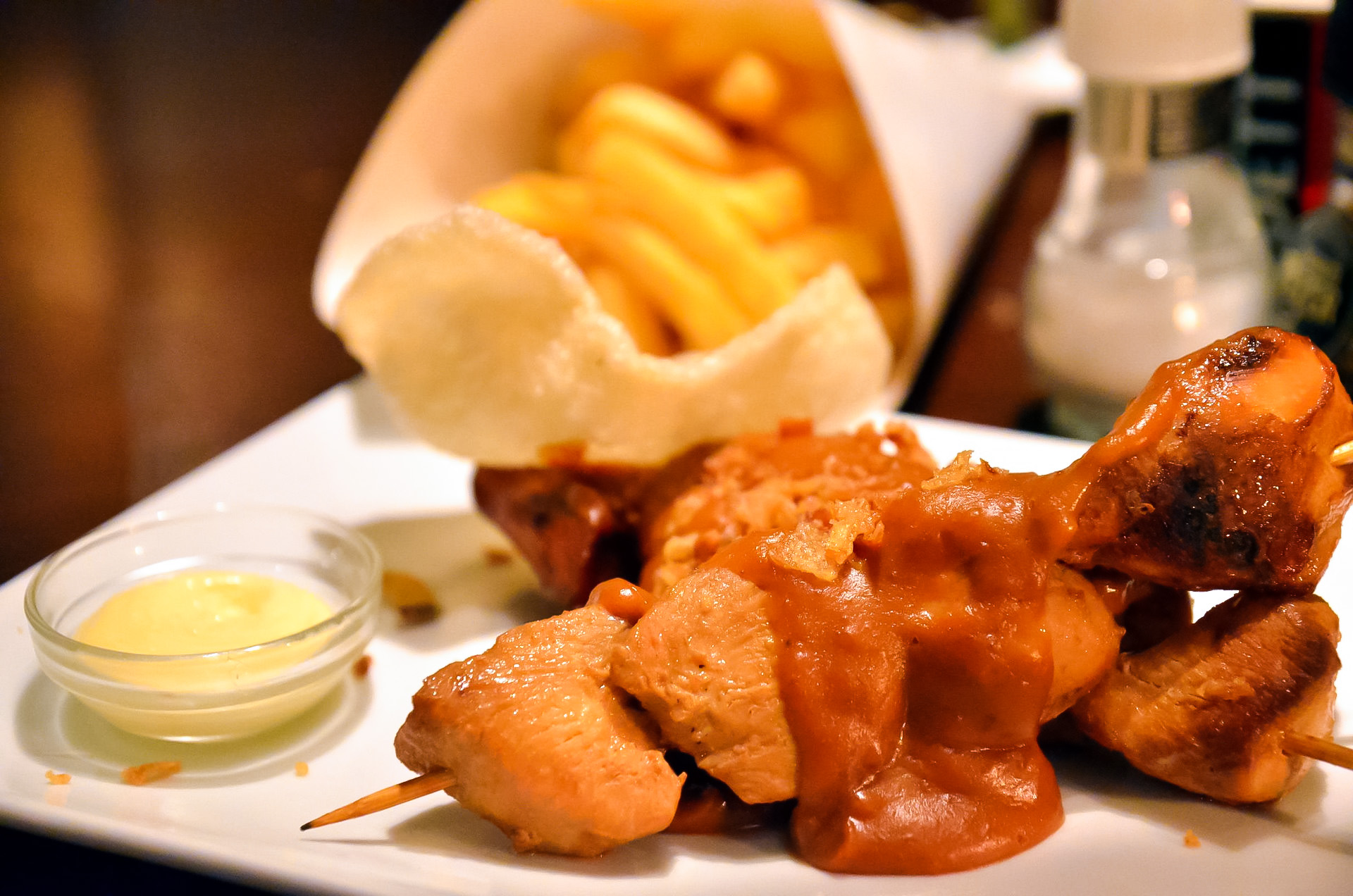
Saté is another Indonesian dish that has become incorporated into Dutch cuisine
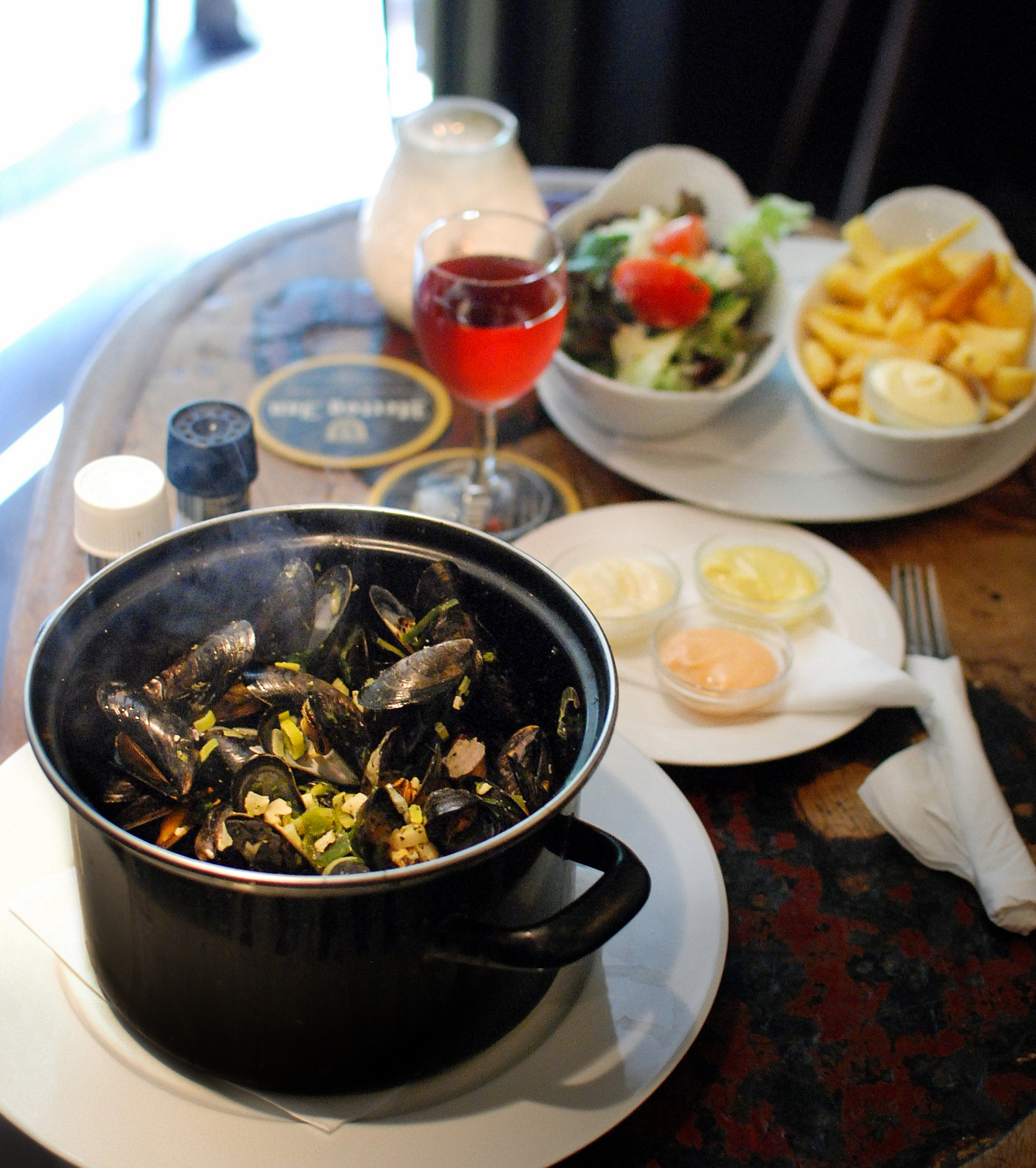
Mussels are usually served with fries and dipping sauces
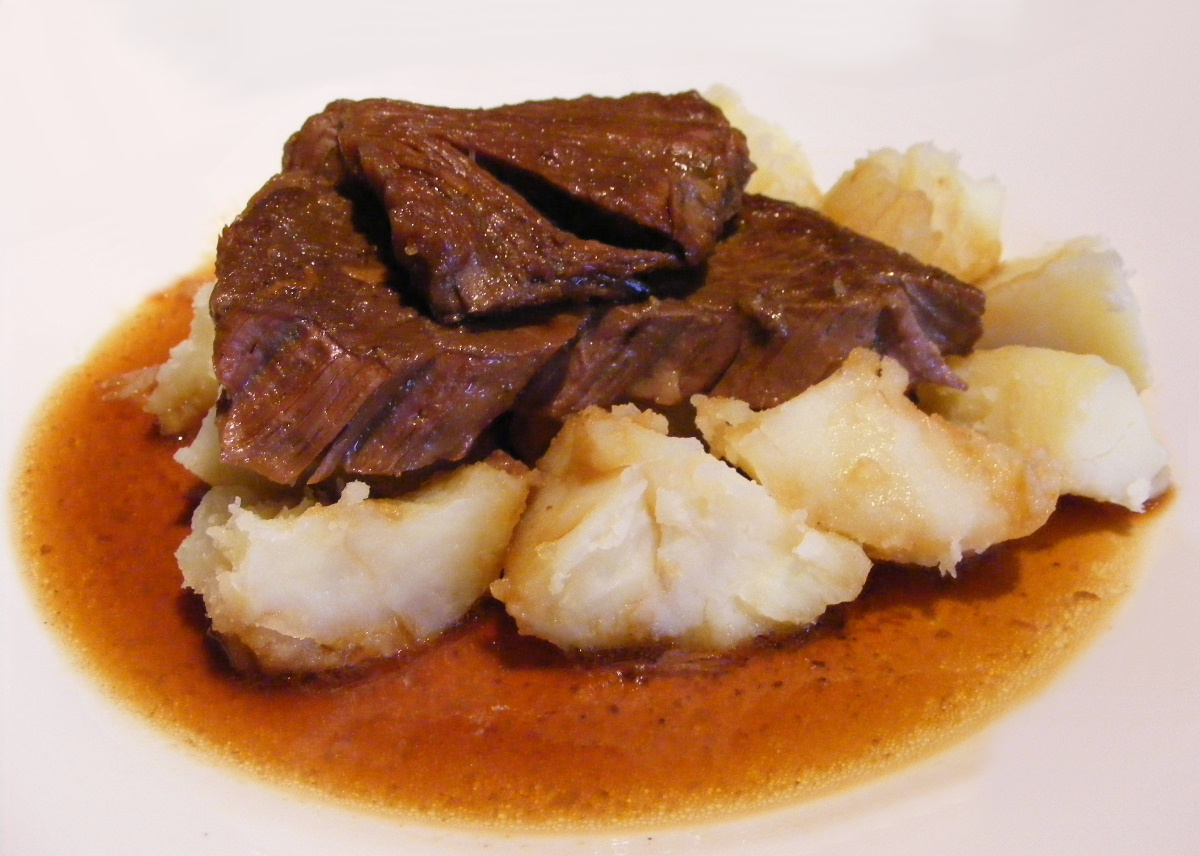
Sudderlapjes is slowly simmered beef, most often served with potatoes
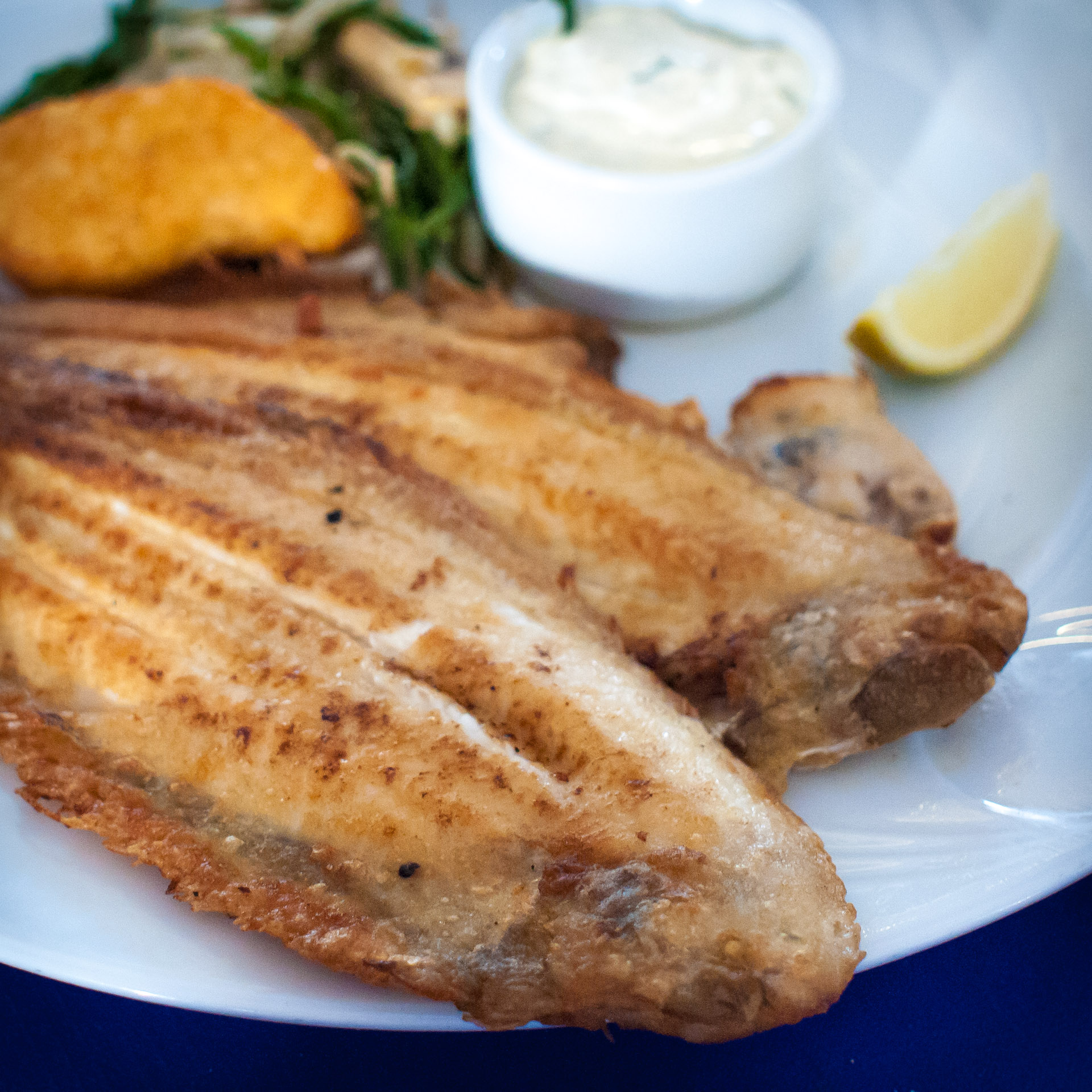
Gebakken sliptong: young sole (also known as "slip") fried in butter
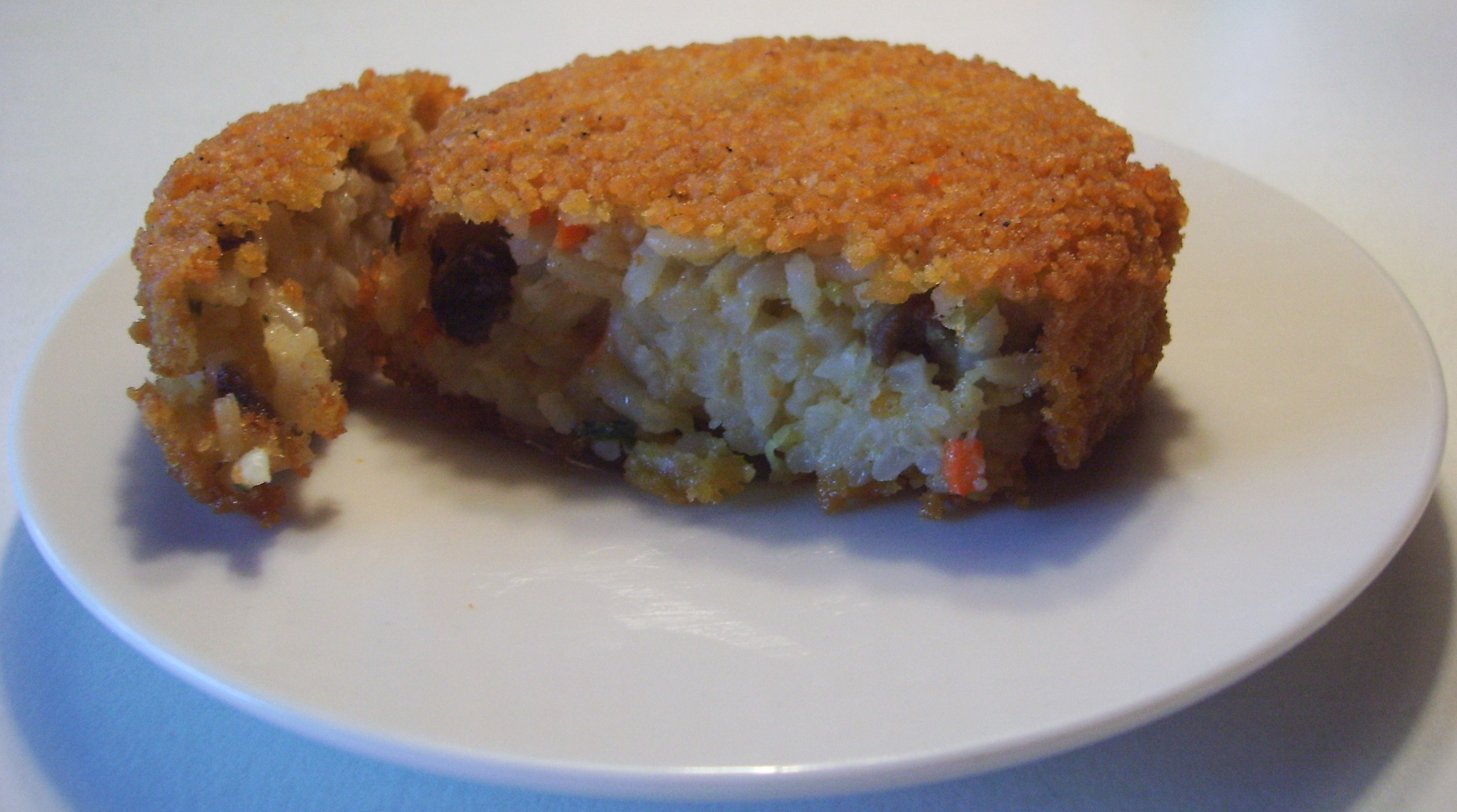
A nasischijf cut open showing the fried rice inside the deep fried snack
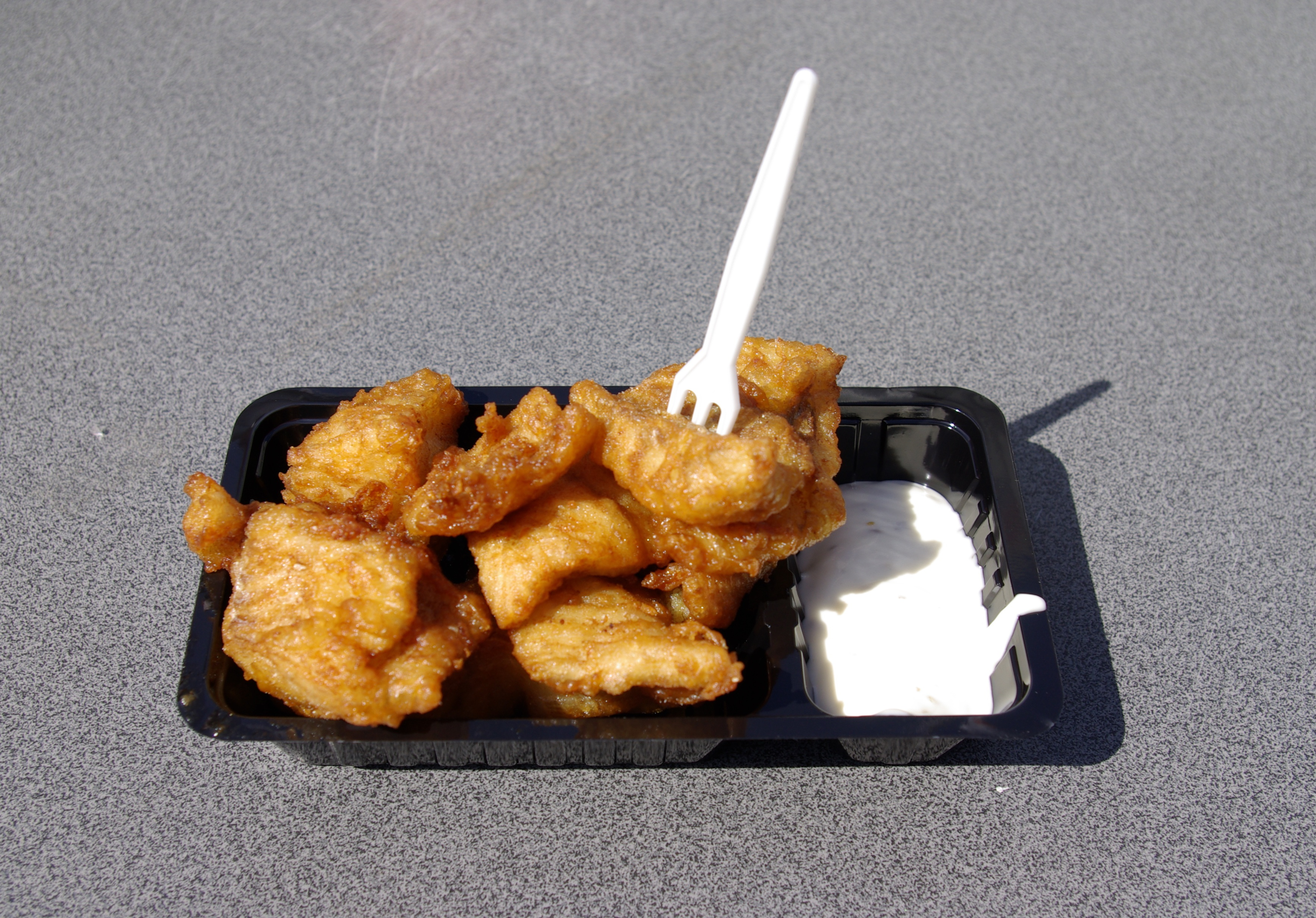
Kibbeling are battered deep fried pieces of fish which are popular as a snack
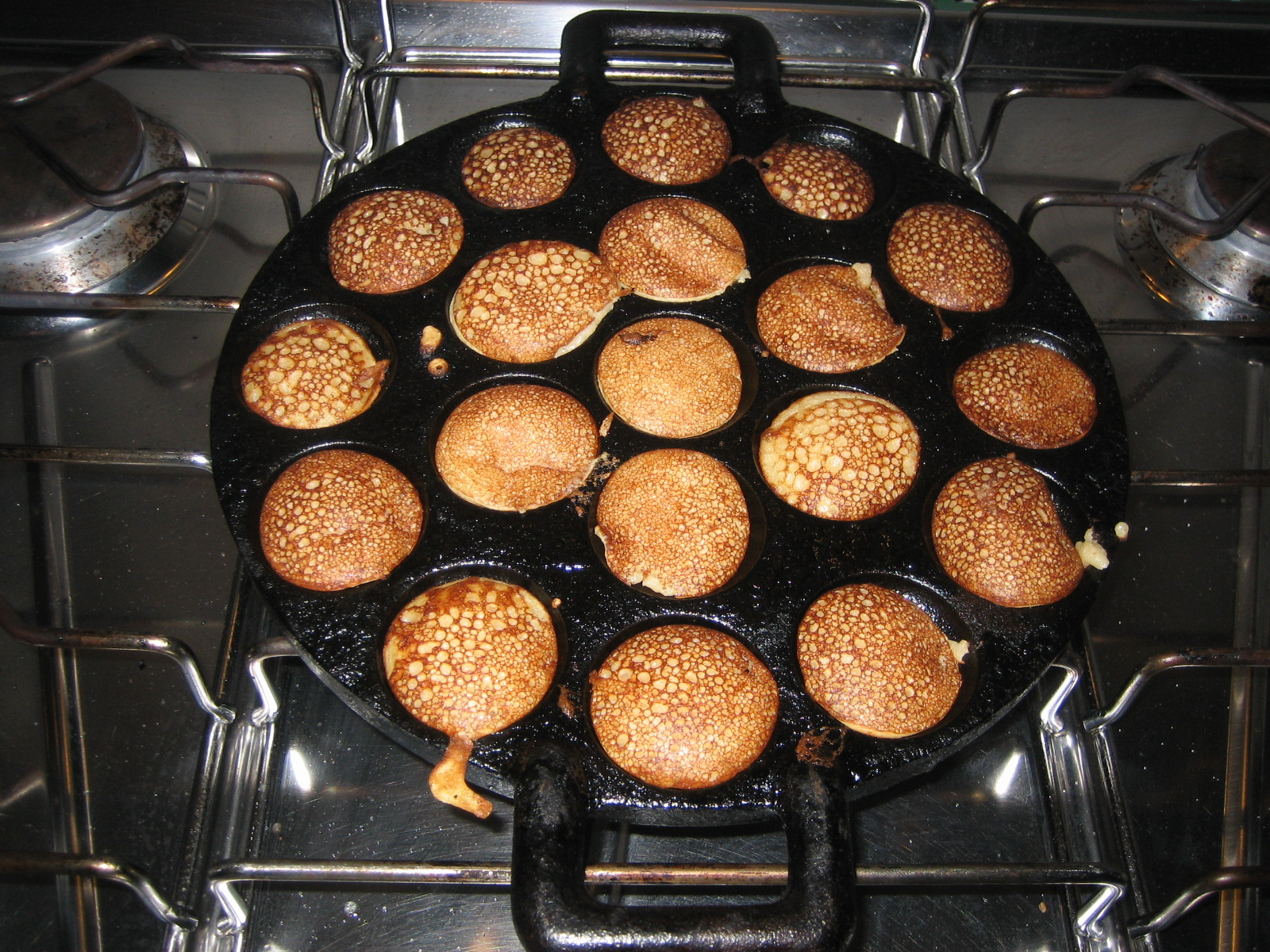
Poffertjes are made in a special, so-called, poffertjespan
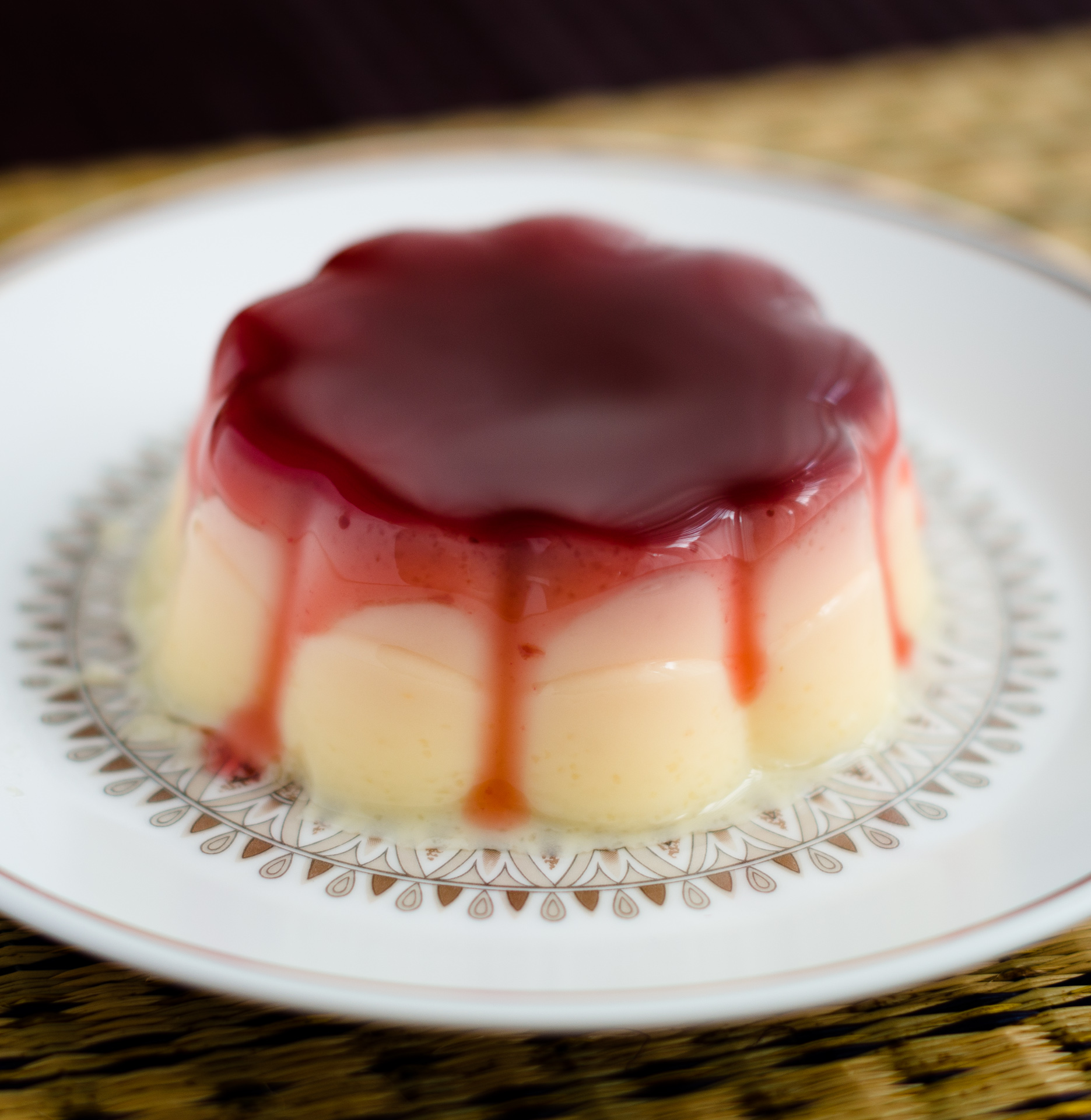
Griesmeelpudding met rode bessensaus is semolina pudding served with كشمش أحمر sauce
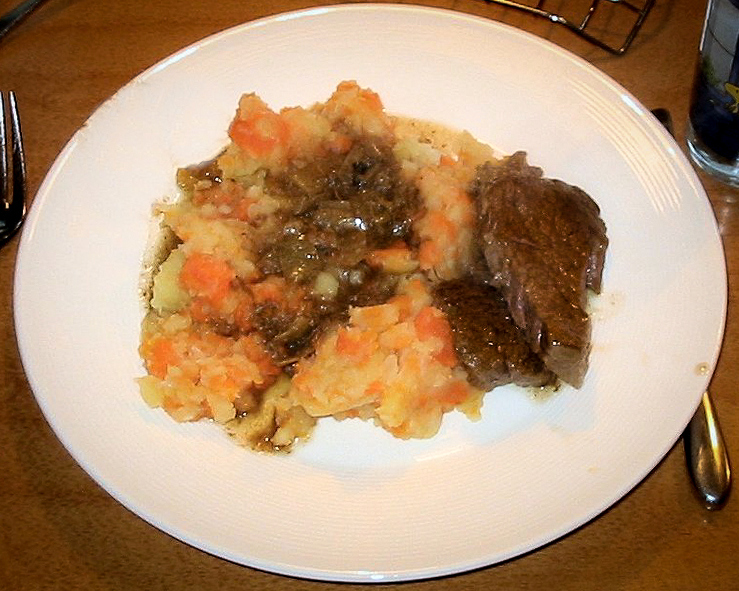
Hutspot
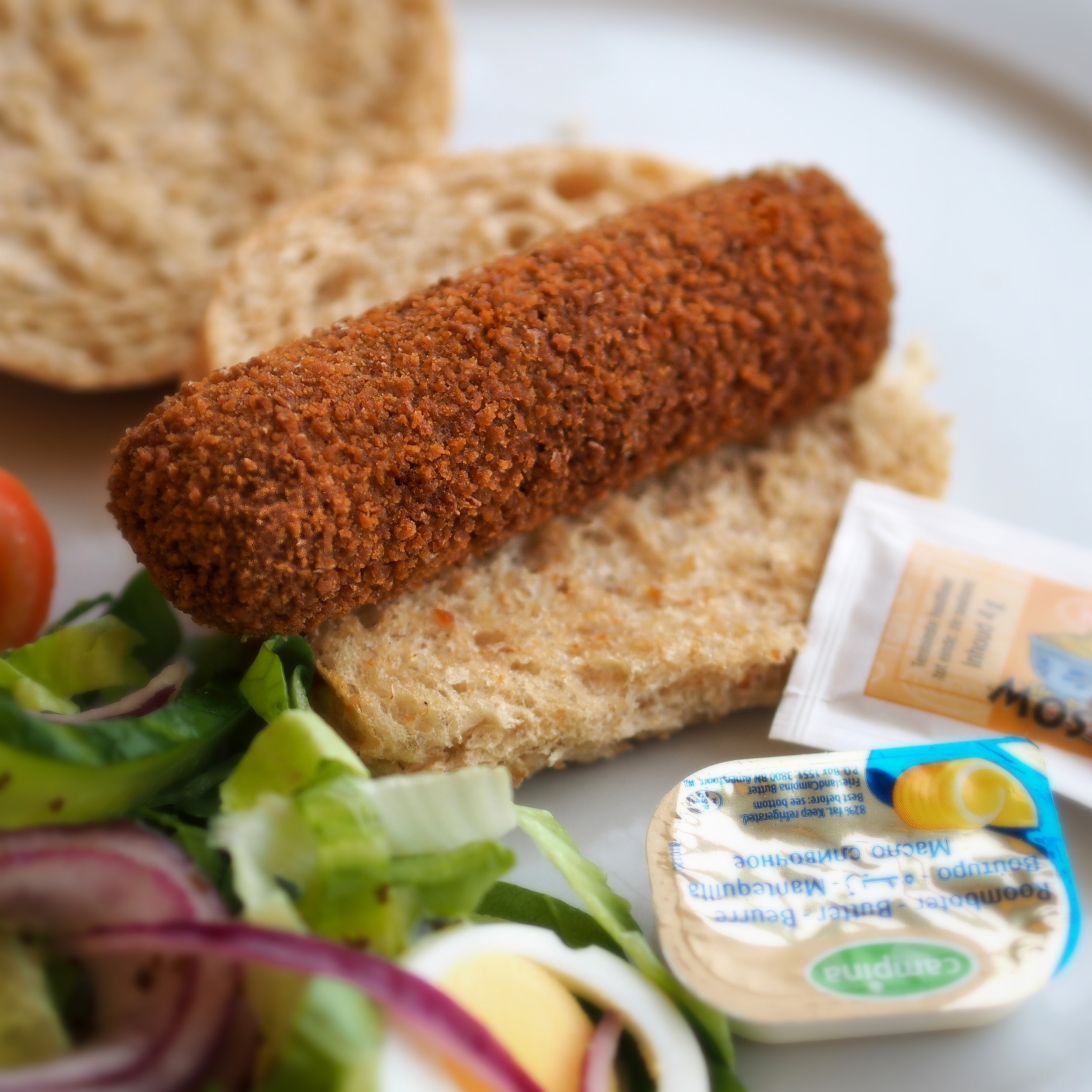
A broodje kroket served for lunch
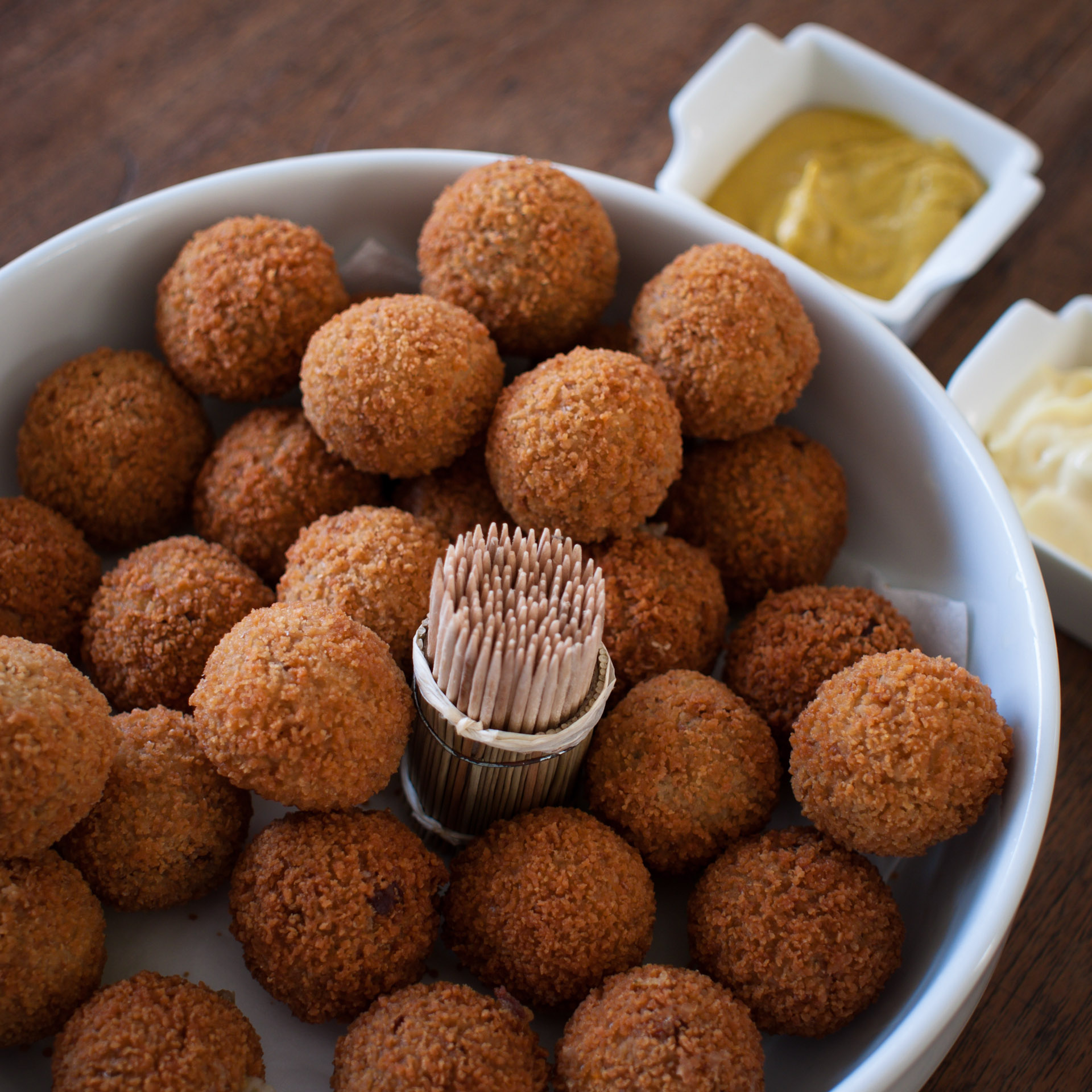
بيتر بالن are small snacks similar to the larger kroketten and are usually served with mustard
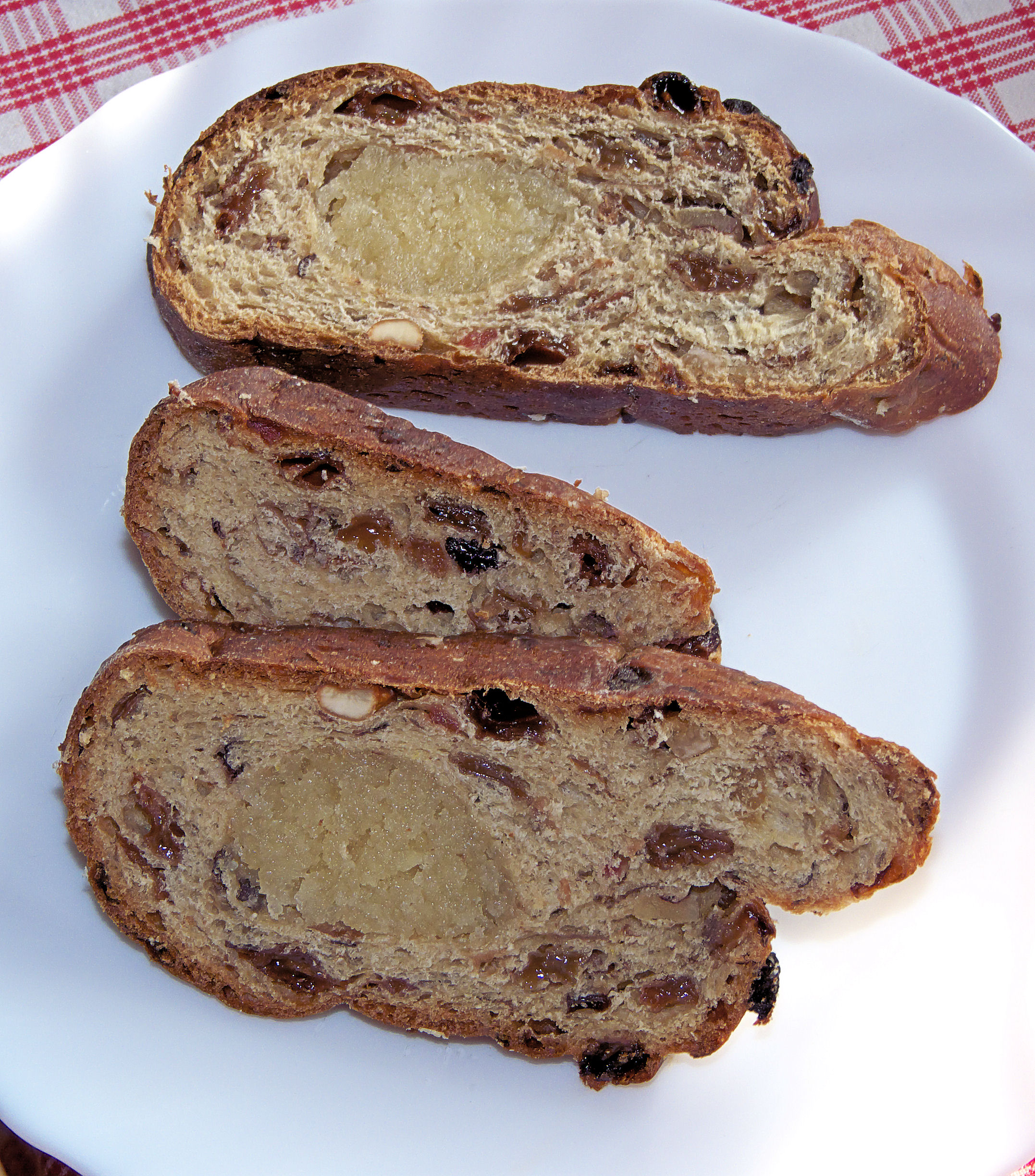
Slices of kerststol showing the معجون اللوز in the middle
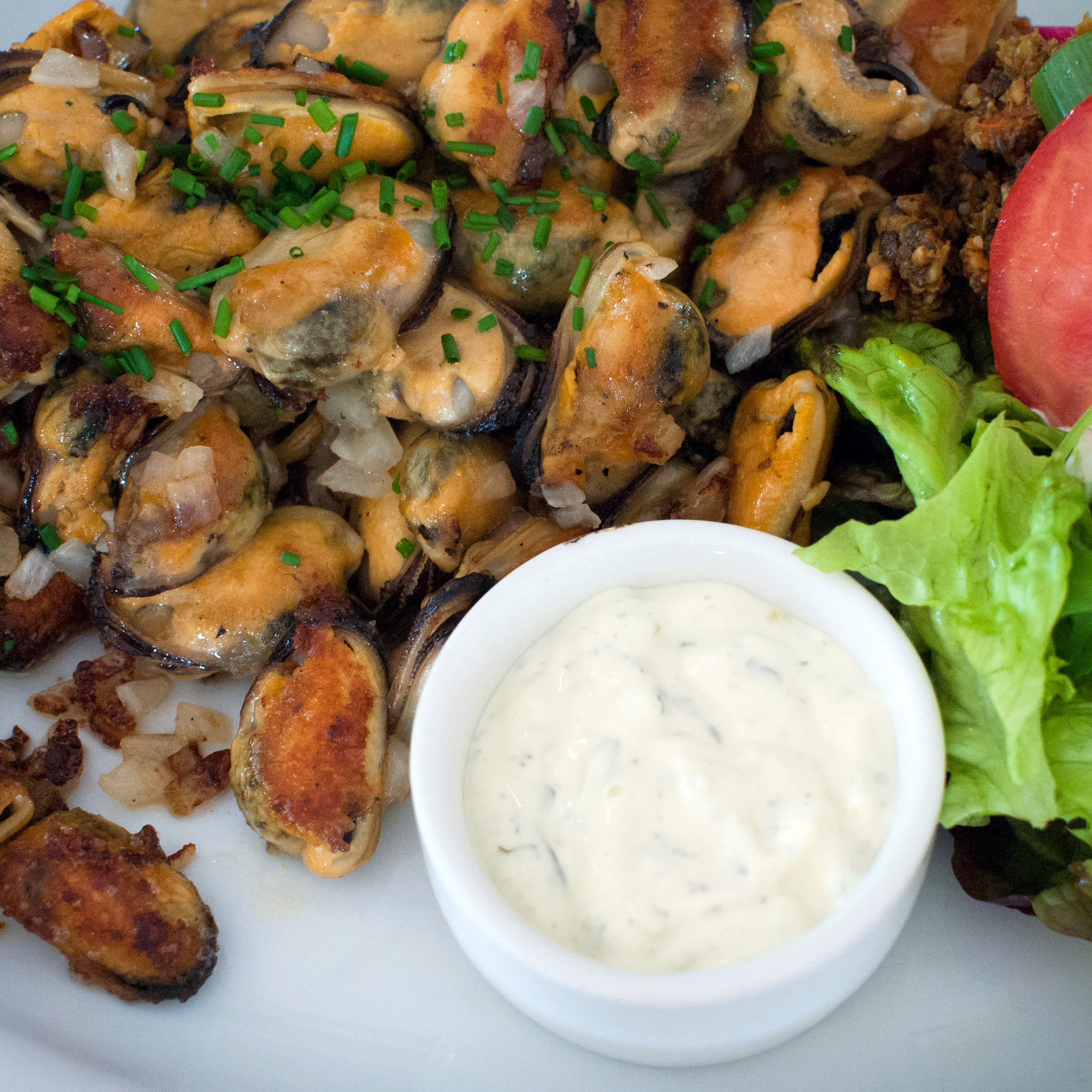
Gebakken mosselen (fried mussels) are cooked mussels fried with butter and onions
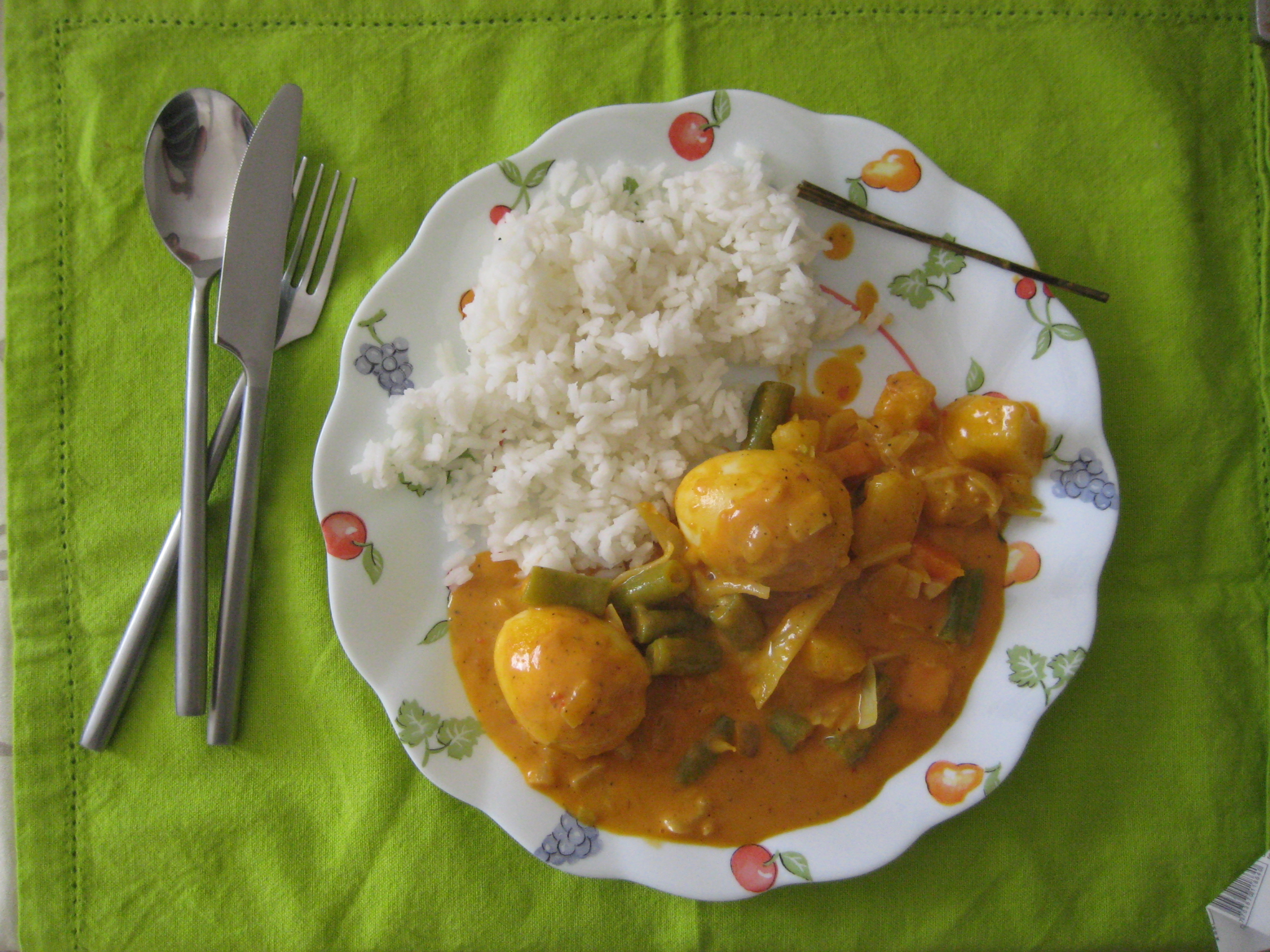
Eiencurry
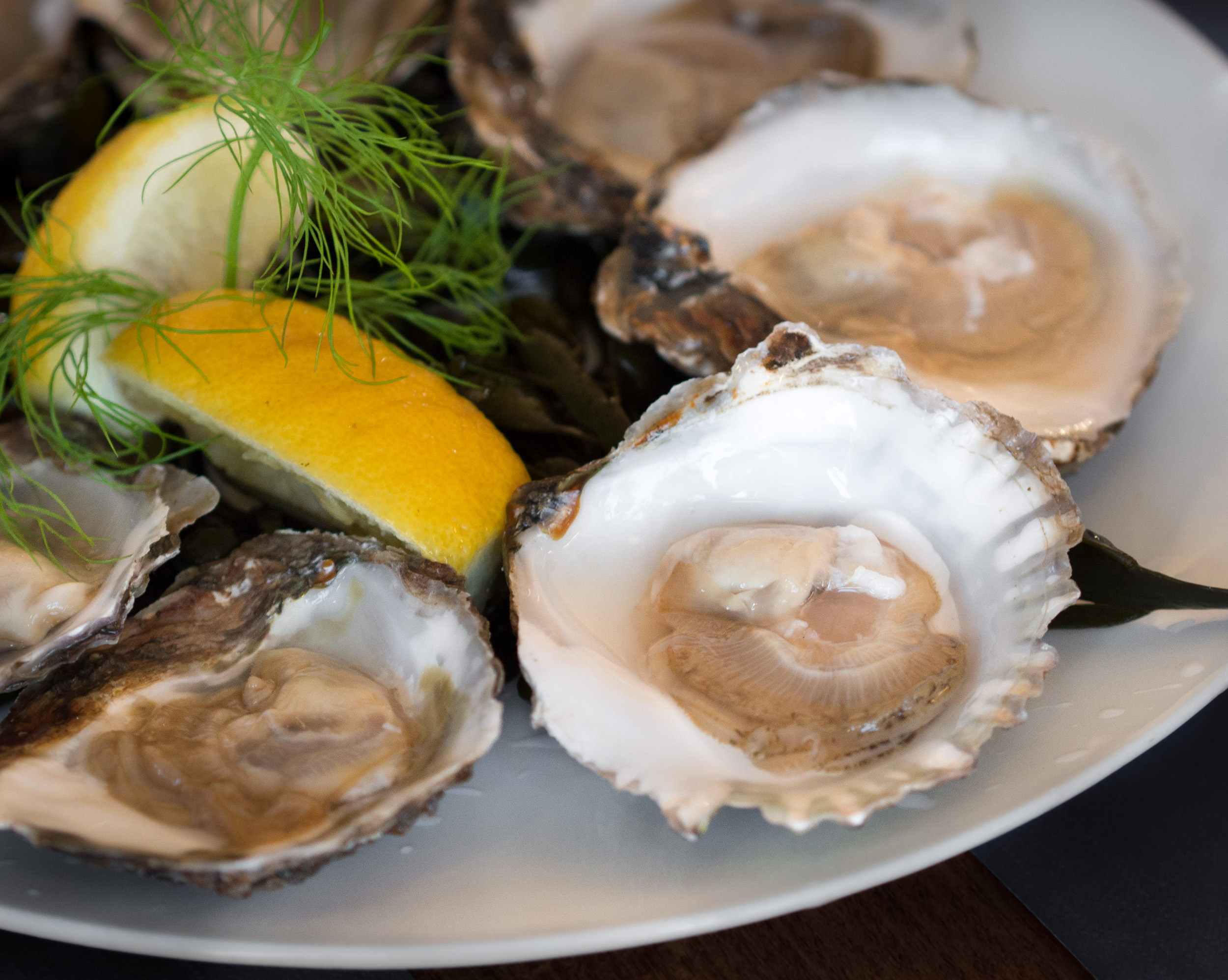
Oysters, "platte Zeeuwse oester".
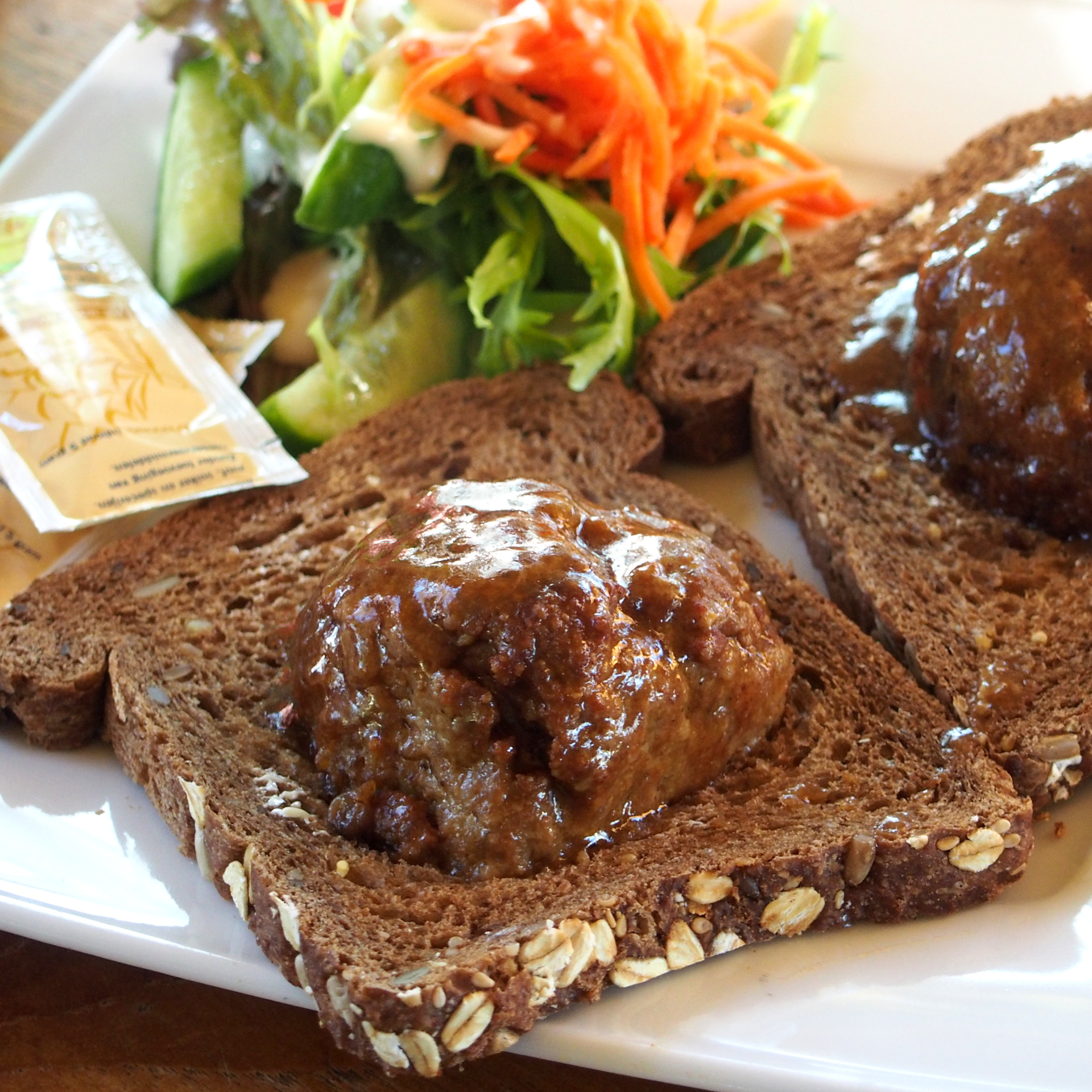
Broodje bal a slice of bread with a meatball and gravy, halved meatball served on slices of Dutch whole wheat bread.
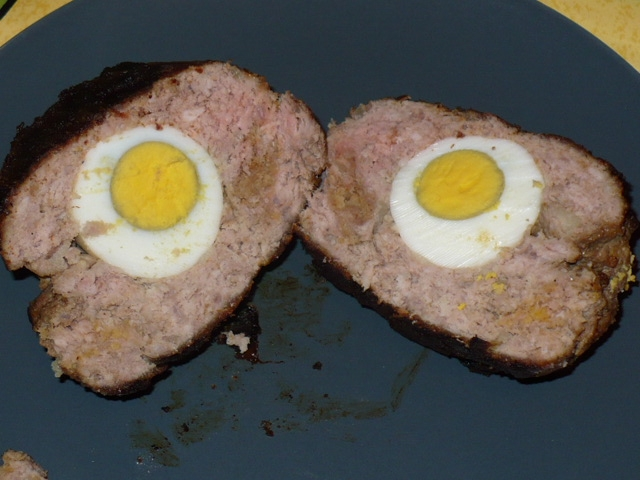
Slices of meat with hard boiled eggs in the middle.